# Wyszogród (Bydgoszcz)

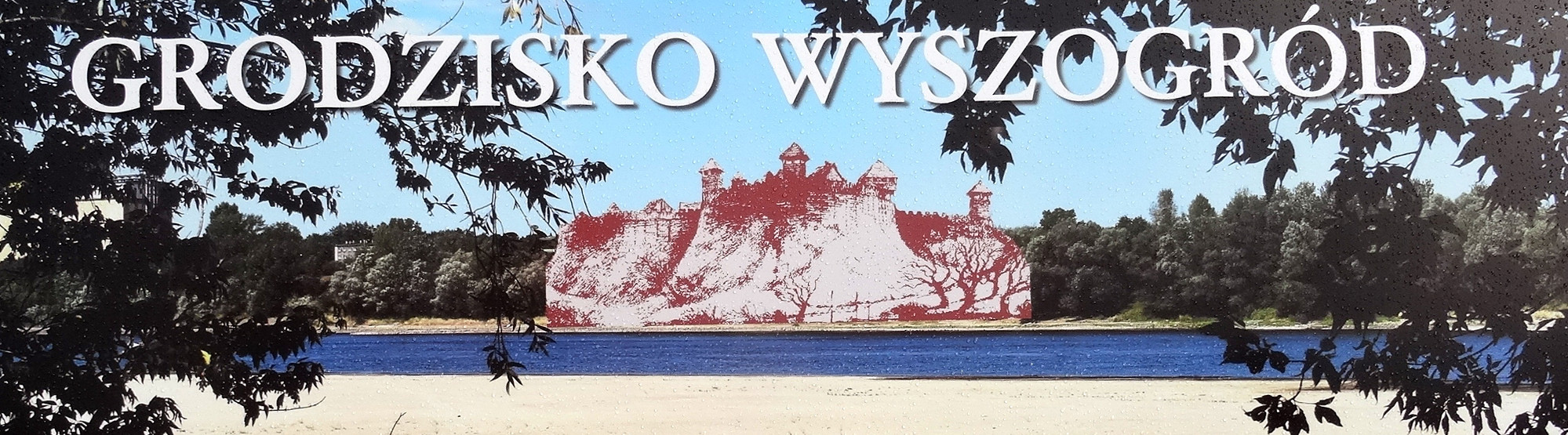
Wyobrażenie Wyszogrodu od strony Wisły (z tablicy informacyjnej)

Wyszogród – grodzisko położone na lewym brzegu Wisły w strategicznie ważnym miejscu na pograniczu pomorsko-kujawskim. Jest pozostałością po grodzie kasztelańskim, od 1314 książęcym, zniszczonym przez Krzyżaków w maju 1330 roku podczas wojny polsko-krzyżackiej 1327–1332. Gród sprawował kontrolę nad drogą wodną Wisły i traktem lądowym „via regni” wiodącym z Kujaw na Pomorze Gdańskie oraz ziemię chełmińską (pokrywającym się z odnogą szlaku bursztynowego z czasów rzymskich). W związku z tym był przedmiotem długotrwałych sporów i walk kujawsko-pomorskich. Istnieją przesłanki twierdzące, że w Wyszogrodzie zatrzymał się Święty Wojciech udający się z misją do Prus w 997 roku. W XIII wieku w warowni odbywały się spotkania mistrzów krzyżackich z polskimi książętami i biskupami. 
Przy grodzisku do końca XVIII wieku znajdował się kościół pw. św. Marii Magdaleny, najstarsza świątynia parafialna odnotowana w źródłach pisanych na terenie obecnego miasta Bydgoszczy i powiatu oraz jedna ze starszych na obszarze regionu.
Następcą Wyszogrodu było miasto Fordon lokowane w 1382 przez Władysława Opolczyka (położone 2 km na północny wschód) i ponownie przez Władysława Jagiełłę w 1424. W 1973 roku miasto to złączono z Bydgoszczą w jedną aglomerację miejską.

## Lokalizacja

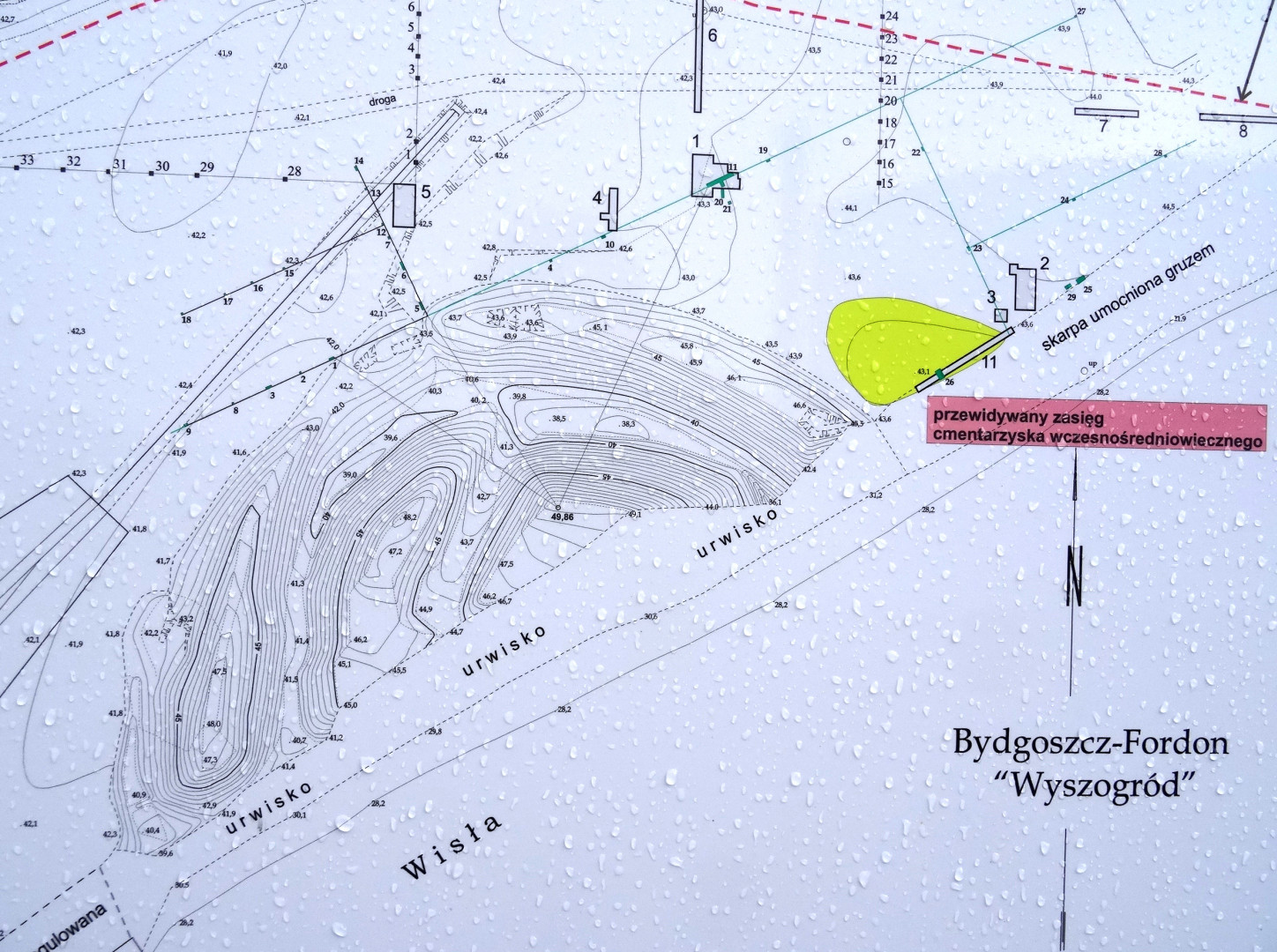
Schemat grodziska (z tablicy informacyjnej)

Grodzisko znajduje się na terytorium administracyjnym Bydgoszczy, w jednostce urbanistycznej Fordon i osiedlu Wyszogród. Położone jest na urwistym, lewym brzegu Wisły, ok. 1,5 km na północny wschód od ujścia Brdy. Pod względem fizyczno-geograficznym znajduje się w obrębie terasy IV Kotliny Toruńskiej, w miejscu gdzie Wisła podcina wysoczyznę wskutek erozji bocznej. Szczyt grodziska góruje ponad 22 m nad poziomem rzeki Wisły. Z wierzchołka rozpościera się ciekawa panorama zakola Wisły oraz Brdyujścia. Warto zaznaczyć, że rzeka Wisła w tym miejscu osiąga swoją kulminację zachodnią, a na przeciwległym brzegu znajduje się rezerwat ornitologiczny „Mała Kępa Ostromecka”. Trudno oprzeć się wrażeniu, że lokalizacja obiektu jest specjalnie stworzona dla kontroli ruchu na Wiśle.
Obiekt o średnicy ok. 190 m jest wyraźnie zaznaczony w terenie. Widoczne są:
- wał zewnętrzny o charakterze zaporowym i wysokości względnej 3–4 m (pierwotnie wynosiła 5–6 m),
- fragment wnętrza z wałem wewnętrznym (35 m szerokości),
- sucha fosa (szer. 10–28 m, głębokość 6 m),
- wjazd od strony północnej

Na podstawie badań wykopaliskowych można przyjąć w przybliżeniu, że obecna wysokość wałów wynosi 2/3 stanu pierwotnego.
Grodzisko ma dwie kulminacje wysokościowe. Na wierzchołku północno-wschodnim 22 czerwca 1997 ustawiono krzyż jubileuszowy na pamiątkę 1000-lecia wyprawy św. Wojciecha do Prus, który według kultywowanej od średniowiecza legendy miał w Wyszogrodzie zatrzymać się na postój i poświęcić kaplicę pw. św. Magdaleny.
Z uwagi na postępującą w ciągu wieków erozję rzeczną, obecne pozostałości to niewielka część – około 1/5 dawnego grodu, który niegdyś zajmował powierzchnię ok. 1 ha. Gród niegdyś zbudowano bezpośrednio nad brzegiem rzeki, zapewne nie spodziewając się tak dużego wpływu erozji. Rzeka przez stulecia wcinała się w brzeg, powodując obrywanie się skarpy. Przyspieszenie tego procesu przyniosła budowa w 1879 roku portu drzewnego w Brdyujściu, która spowodowała przesunięcie nurtu Wisły w kierunku północnym. Obecnie proces erozji jest zahamowany wskutek regulacji rzeki i istnienia zbiorników retencyjnych (m.in. włocławskiego).
Pozostałości ziemne grodu są dobrze zachowane, gdyż od czasu jego zniszczenia w 1330 w zasadzie jest to obiekt opuszczony, który nie doznawał ingerencji osadniczych, ani rolniczych.

## Historia

### Przesłanki rozwoju
Ważnym czynnikiem rozwoju osadnictwa w rejonie Wyszogrodu było położenie geograficzne przy wielkim zakolu Wisły, gdzie stykały się krainy geograficzne i polityczne (Kujawy, Pomorze, Mazowsze, Wielkopolska). Kluczowe znaczenie miał tranzytowy charakter terenu, zwłaszcza bliskość Wisły, która odgrywała rolę naturalnego szlaku komunikacyjnego, zarówno wodnego, jak i lądowego. Przez Wyszogród przebiegała główna nitka szlaku bursztynowego, prowadząca zachodnim skrajem Doliny Dolnej Wisły przez Świecie do Gdańska. Łączyła ona Wielkopolskę poprzez Kujawy z Pomorzem Gdańskim. Znaczenie tej drogi wzrosło szczególnie w okresie zespalania ziem pomorskich z państwem Piastów. Wobec trudnego dostępu do Pomorza od strony południowej, spowodowanego istnieniem tu szerokiego pasa bagien nadnoteckich, ekspansja polska na Pomorze rozpoczynała się od jego części nadwiślańskiej. Jako bazę wypadową wykorzystywano bramę kujawsko-chełmińską, której strzegł Wyszogród. Szlak odegrał ważną rolę w ruchach wojskowych, podróżach książąt i rycerzy, a dzięki jego powiązaniu z Gdańskiem miał również charakter handlowy. Do czasu wzrostu znaczenia handlowego miast na ziemi chełmińskiej założonych w XIII wieku przez Krzyżaków (Toruń, Chełmno, Elbląg) – był on najważniejszą drogą polską nad Bałtykiem, zwaną „via regni” (drogą królewską).

### Legenda o św. Wojciechu

Herb Fordonu

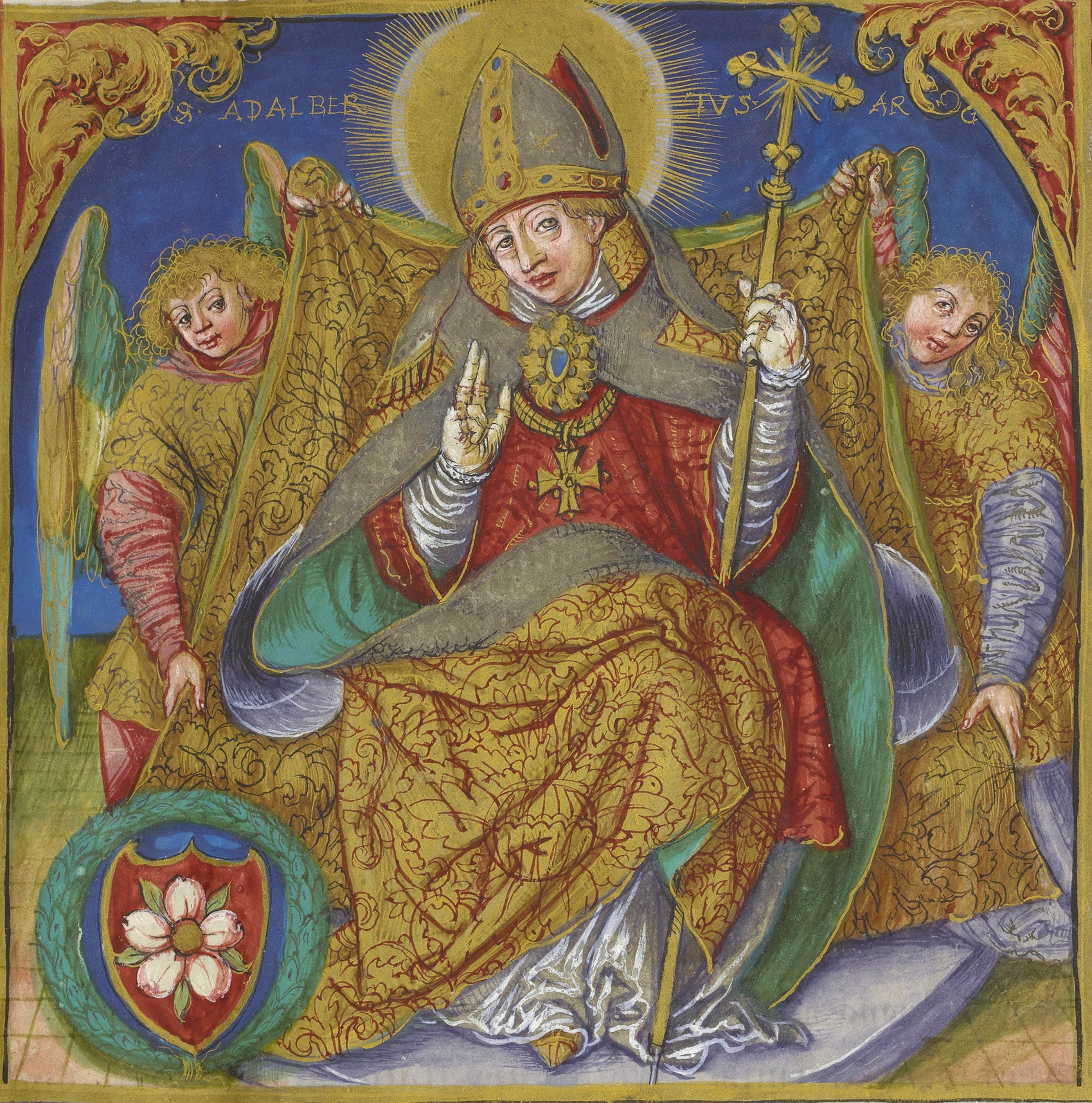
św. Wojciech z herbem, który jest identyczny z herbem miasta Fordonu

Według legendy w 997 w Wyszogrodzie zatrzymał się Święty Wojciech zmierzający z misją chrystianizacyjną do Prusów. Miał on wówczas konsekrować kaplicę pod wezwaniem Marii Magdaleny. Nie istnieją jednak żadne naukowe przesłanki, które potwierdzałyby istnienie grodu już pod koniec X wieku.
Z pobytem św. Wojciecha wiąże się żywa legenda, która znajduje odzwierciedlenie w starych dokumentach kościelnych. Mianowicie w wizytacji kościelnej parafii fordońskiej przez bpa Hieronima Rozdrażewskiego z roku 1588 stwierdzono, że św. Wojciech wraz z bratem Gaudentym i mnichem Boguszem w drodze do Prus zatrzymał się w 997 przez kilka dni w Wyszogrodzie u miejscowego komesa i poświęcił tu niewielką, nowo wybudowaną kaplicę oraz nauczał, odprawiał msze św. i chrzcił.
Czy było tak w istocie, trudno stwierdzić. Być może nie było jeszcze grodu, lecz istniała osada. Można wykazać, że niezależnie od wyboru drogi św. Wojciecha do Prus – lądowej lub wodnej (Wisłą) – Wyszogród leżał na jego trasie.
Miejscowości związane z pamięcią o świętym Wojciechu (m.in. Wyszogród, Jeżewo, Grabowo, Gródek, Lipinki, Bobowo, Gorzędziej, Święty Wojciech – obecna dzielnica Gdańska) topograficznie położone są prawie w równych odległościach (30 km – dziennej normie marszu w średniowieczu) lub wielokrotnościach tych odległości. Jeśli podróż przebiegała Wisłą – o czym świadczy żywot św. Wojciecha („książę Chrobry dał Wojciechowi łódź i trzydziestu wojów na drogę”), to w Wyszogrodzie dotarł on do Wisły, a dalszą podróż odbywano już łodzią zgodnie z prądem rzeki.
Tak więc pobyt św. Wojciecha ma pewne przesłanki merytoryczne, a o tym, że legenda była żywa, świadczy zbieżność herbu Fordonu (miasta – następcy Wyszogrodu) z Poraj, którym pieczętował się św. Wojciech.

### Początki grodu
Geneza grodu wiąże się z umacnianiem węzłowego punktu strategicznego, leżącego nad Wisłą na pograniczu polsko-pomorskim przez stronę polską do 1037–1038 r., lub po tych latach już przez stronę pomorską. Niektórzy historycy uważają, że miał on zastąpić, jako ośrodek lokalnej administracji, starszy gród w podbydgoskich Strzelcach Dolnych.
Pierwotny Wyszogród był grodem pierścieniowatym (wklęsłym) o średnicy 130 m. Otoczony był wałem zbudowanym w konstrukcji rusztowej oraz fosą. Po pożarze, prawdopodobnie wywołanym przez najazd wojsk Władysława Hermana w latach 1090–1091, został odbudowany i nieco powiększony (średnica 148 m, powierzchnia ok. 1,7 ha). Jednak i ten gród nie przetrwał długo, bowiem został spalony w czasie trwającego osiem dni oblężenia prowadzonego przez Bolesława Krzywoustego w 1113 roku.

### Kronika Galla Anonima o Wyszogrodzie
Opis zdobycia Wyszogrodu przez wojska Bolesława Krzywoustego znajduje się w najstarszej kronice polskiej autorstwa Galla Anonima. Jest to poza tym najstarszy opis ziemi bydgoskiej.

„Księga III. Ostatni rozdział. Rok 1113.

Przybywszy na pogranicze Pomorza, gdzie niejeden inny książę nawet z dużym wojskiem by się zawahał, Bolesław pospieszył naprzód z wybranym rycerstwem, pozostawiając resztę wojska, gdyż powziął zamiar, by nagłym napadem zająć gród Wyszegrad [Visegrod], jako że grodzianie nie spodziewali się tego i nie ubezpieczyli się. Gdy zaś przybyli nad rzekę, która wpadając do Wisły oddzielała od nich ów gród leżący w widłach rzecznych, wtedy jedni zaczęli szybko jeden przez drugiego przepływać rzekę, a drudzy spośród Mazowszan [mianowicie] przybywali Wisłą łodziami. W ten sposób doszło do tego, że z nieświadomości większe straty poniesiono w bratobójczej walce, niż wyniosły one w ciągu [następnych] dni ośmiu przy oblężeniu grodu na skutek działań nieprzyjacielskich. Gdy się wreszcie całe wojsko zebrało wkoło grodu i przygotowano już rozmaite przyrządy potrzebne do zdobywania miasta, załoga, obawiając się uporczywej zawziętości Bolesława wobec wrogów, poddała się uzyskawszy gwarancję bezpieczeństwa i w ten sposób uniknęła zemsty Bolesława i śmierci. Gród ów zajął Bolesław w ciągu ośmiu dni i przez następne osiem dni pozostał w nim, by go umocnić i [na stałe] zatrzymać w swych rękach; a pozostawiwszy tam załogę, ruszył stamtąd i obiegł drugi gród (...).„

Przed tymi wydarzeniami Wyszogród należał do pomorskiego księstwa nakielskiego. Po zakończonej kampanii całość weszła w skład Wielkopolski.

### Okres feudalny (XII w.)
Od momentu zdobycia Pomorza przez Bolesława Krzywoustego Wyszogród w nieznanych bliżej okolicznościach przeszedł w ręce możnych w wyniku szeroko zakrojonej akcji rozdawnictwa dóbr (lata 30. XII wieku). Po śmierci Krzywoustego Wyszogród znalazł się w dzielnicy Mieszka III Starego. Książę nadał go Januszowi Wojsławicowi z rodu Powałów za zasługi w czasie walki juniorów z princepsem Władysławem II Wygnańcem. Trzeba jednak zaznaczyć, że ziemia wyszogrodzka nie została nadana w prywatne posiadanie Janusza Powały, lecz dzierżył on ją jako beneficjum urzędnicze (kasztelańskie).
Z 1145 roku zachował się dokument pisany, z którego wynika nie tylko to, że wspomniany możnowładca władał Wyszogrodem, ale również istniała kasztelania wyszogrodzka, obejmująca tereny w dorzeczu Brdy i Wisły (na lewym i prawym brzegu rzeki), oraz komora celna (w tym książęca), targ i karczmy, które kształtowały osadę podgrodową. W dokumencie tym komes Janusz wraz z małżonką Sulisławą darowali połowę dochodów z wyszogrodzkich ceł, karczem i targów klasztorowi benedyktynów (od 1113 kanoników regularnych) w Trzemesznie. Już wówczas miała tu znajdować się świątynia.
W okresie tym zbudowano drugi, wewnętrzny Wał obronny przez co nastąpiło zmniejszenie powierzchni grodu. Przekaz z 1198 roku informuje, że Wyszogród posiadał kościół (późniejsze przekazy mówią, że patronką świątyni była św. Maria Magdalena) prawdopodobnie ufundowany przez właścicieli. Na to, że była to fundacja możnowładcza, wskazują istnienie grupy kanonickiej przy kościele oraz uposażenie w dziesięciny ze wsi Orłowo i Sielce, leżących pod Inowrocławiem, a będących własnością Powałów. Kościół pierwotny stał obok kasztelańskiego grodu w pobliżu Wisły. Niektórzy historycy sądzą, że jego kościołem filialnym był pierwszy bydgoski kościół grodowy pod wezwaniem św. Idziego i św. Magdaleny
Przesłankami szybkiego rozwoju grodu były sąsiedztwo lądowego traktu komunikacyjnego do Gdańska z przeprawą przez Brdę w Czersku oraz niewątpliwie położenie nad arterią handlową Wisły.
Wyszogród z przyległymi ziemiami pozostał w rękach potomków Janusza (m.in. wnuka Olta Żyrowica) do ok. 1207 roku i prawdopodobnie drogą spadku przeszedł w ręce książąt pomorskich. Córka komesa Janusza była najprawdopodobniej matką księcia gdańskiego Mestwina I i otrzymała terytorium kasztelanii wyszogrodzkiej jako uposażenie. W każdym razie od 1188 jest ona wymieniana w źródłach jako kasztelania pomorska.

### Okres administracyjny (XIII w.)

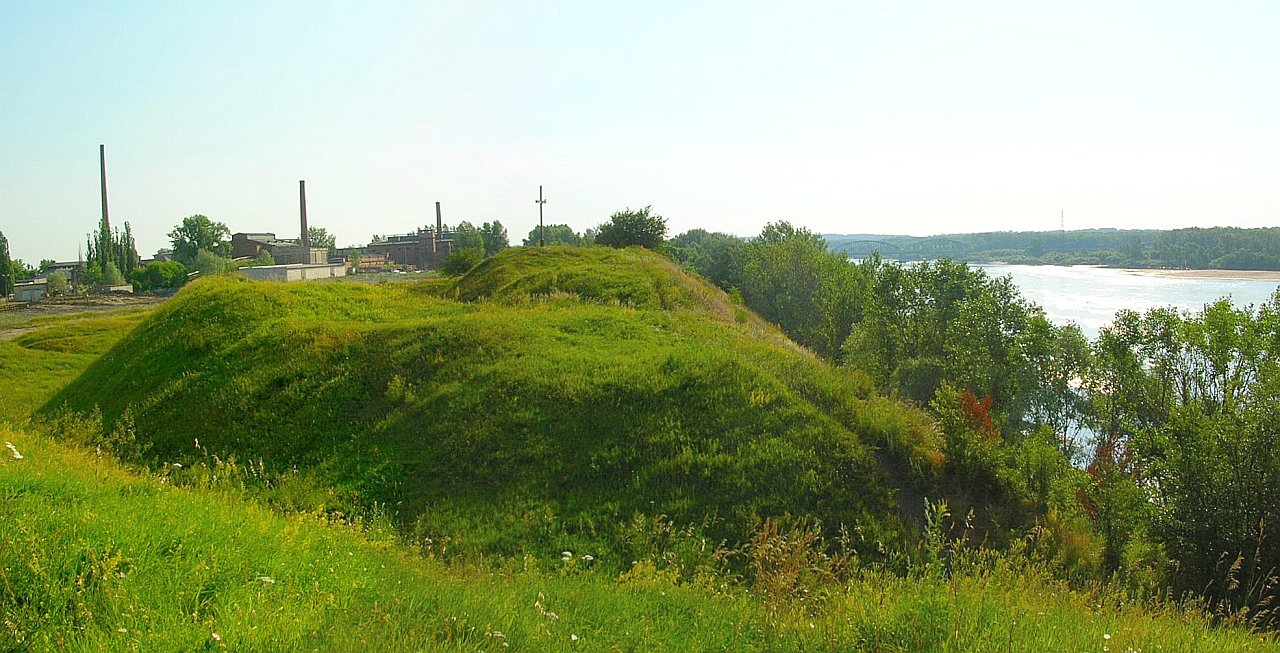
Widok grodziska z południowego zachodu

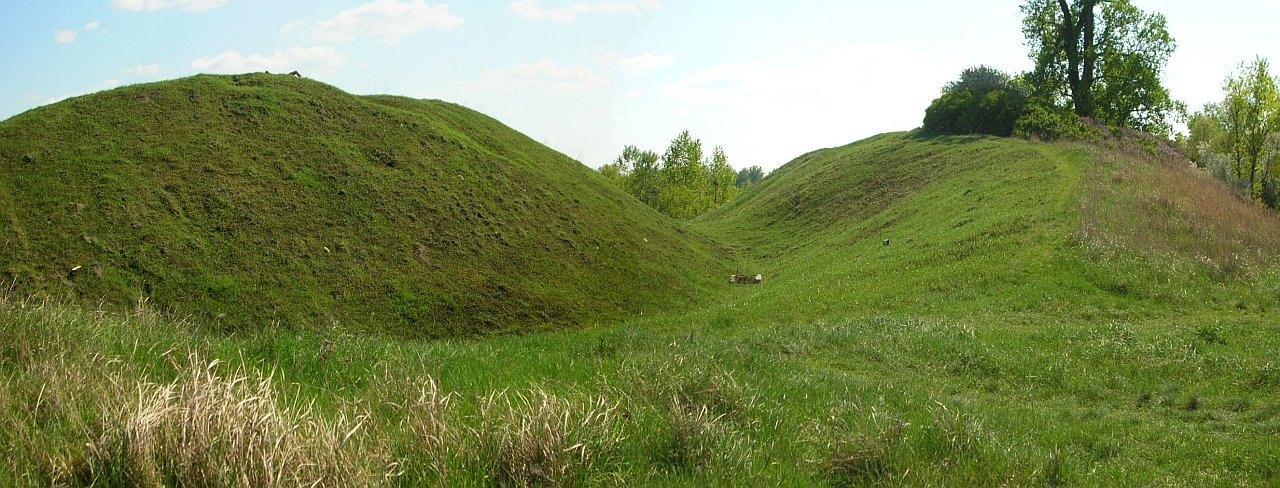
Wały i fosa w części południowo-zachodniej

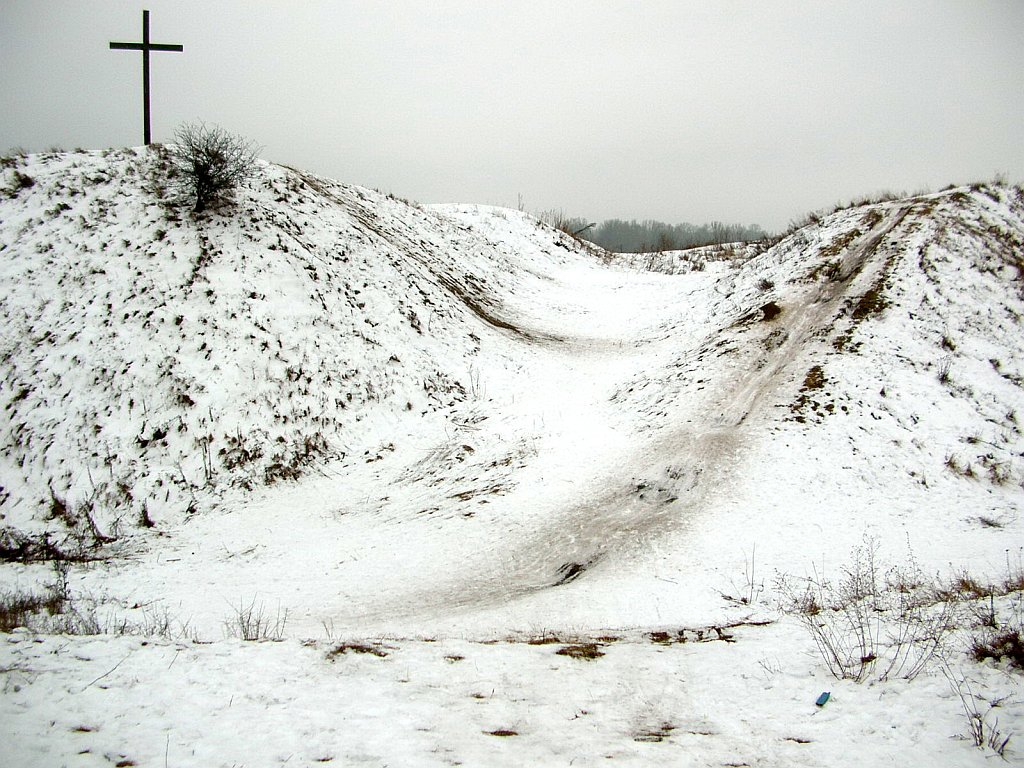
Zimowy widok na fosę wewnętrzną

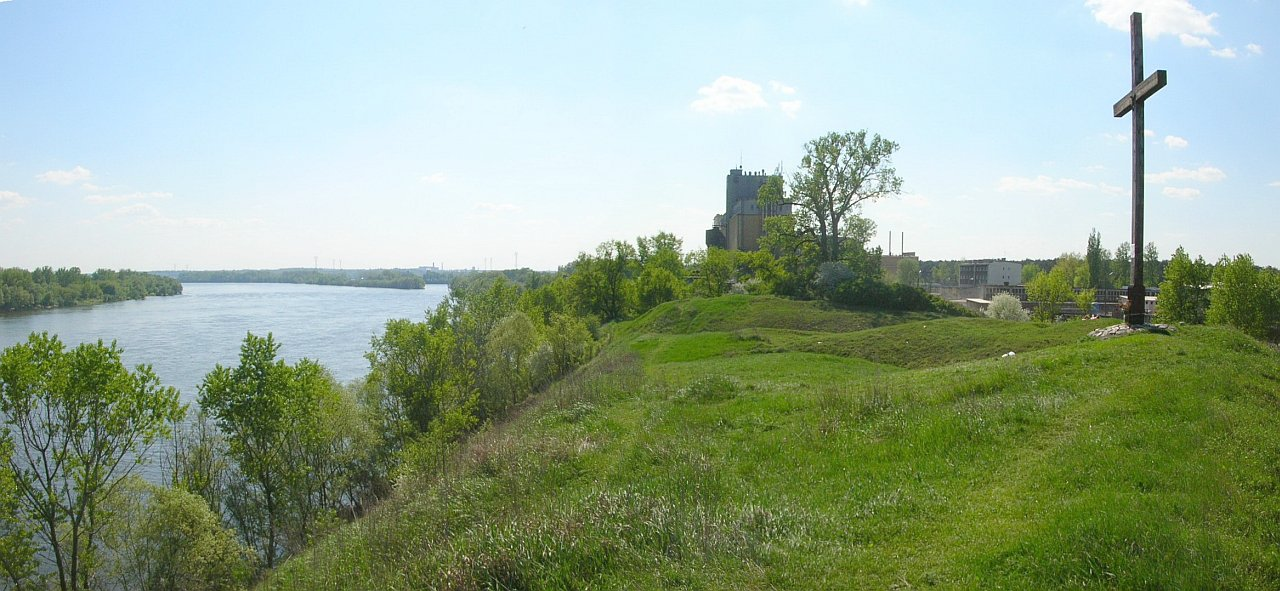
Panorama z Wisłą

Od czasu przejścia Wyszogrodu do dzielnicy pomorskiej, stał się on przedmiotem nieustannych zmagań kujawsko-pomorskich.

#### Przynależność do Pomorza (1207–1242)
Już w 1238 roku wybuchła wojna pomiędzy księciem pomorskim Świętopełkiem i kujawskim Kazimierzem (synem Konrada Mazowieckiego). Działania skoncentrowały się jednak przede wszystkim na nieodległej Bydgoszczy, która została zajęta przez Świętopełka, a następnie zwrócona księciu kujawskiemu.
W tym okresie zreorganizowana została kasztelania wyszogrodzka (jak również powstała wtedy kasztelania bydgoska – być może wydzielona z wyszogrodzkiej). Kasztelanem wyszogrodzkim został bliski współpracownik Świętopełka – Arnold, wzmiankowany właśnie w 1238 roku.
Następny konflikt, który wybuchł na przełomie października i listopada 1242 roku dotyczył bezpośrednio Wyszogrodu. Tym razem Kazimierza wspierali Krzyżacy oraz książęta wielkopolscy, synowie Władysława Odonica, Przemysł I i Bolesław Pobożny. Świętopełk nie był w stanie sprostać tej koalicji. W wyniku wojny Wyszogród wraz z kasztelanią został wcielony do księstwa kujawskiego Kazimierza.

#### Przynależność do Kujaw (1242–1271)
Po kilkunastu latach nastąpiło odwrócenie sojuszy. Książęta kujawscy i pomorscy zawarli porozumienie wymierzone przeciwko zakonowi krzyżackiemu. Wiązały się z tym uzgodnienia z 1256 roku, w wyniku których Pomorzanie zrezygnowali z praw do Bydgoszczy i Wyszogrodu.
Ten stan rzeczy nie utrzymał się długo. Po 1267 roku, kiedy władzę na Kujawach objął syn Kazimierza – książę Siemomysł, a na Pomorzu trwała walka o sukcesję po zmarłym Świętopełku, po raz kolejny odwróciły się sojusze. Siemomysł wmieszał się w konflikt rodzinny między książętami pomorskimi przekazując jednemu z nich – Warcisławowi II Wyszogród, skąd ten niedoszły książę gdański prowadził walki z bratem. Walka ta zakończyła się zwycięstwem konkurenta Mściwoja II i wcieleniem grodu (wraz z kasztelanią) do Pomorza Gdańskiego. Siemomysł nie mógł się temu przeciwstawić, gdyż zmagał się z buntem poddanych (który wybuchł w Bydgoszczy w 1268) oraz został w 1271 pobity przez księcia Wielkopolski Bolesława Pobożnego.
W pierwszej połowie XIII wieku gród uległ przebudowie. Wały zwieńczono konstrukcjami izbicowymi, a w środku wytyczono wewnętrzny gródek stożkowaty, przecinając majdan fosą wewnętrzną. Obszar użyteczny grodu uległ zmniejszeniu, ale wzmocnione zostały jego fortyfikacje obronne.
W 1250 trwała wojna celna kujawsko-krzyżacka. Wtedy właśnie książę Kazimierz zakazał swoim poddanym korzystania z żeglugi wiślanej przez Toruń. Handel z północą miał się teraz odbywać szlakami wiodącymi przez Bydgoszcz i Wyszogród.
Oba te ośrodki konkurowały ze sobą w pewnym stopniu na polu gospodarczym. 26 lipca 1252 w dokumencie ugody między księciem Kujaw a Krzyżakami zawarto opis, że fortyfikacje obu grodów są utrzymywane przez okoliczną ludność. Wzmiankowane zostały książęce komory celne: w Wyszogrodzie oraz w Bydgoszczy koło stałego mostu nad Brdą. Obecność mostu świadczy o tym, że szlak lądowy śląsko-pomorski i związany z nim ruch handlowy przenosił się stopniowo w sąsiedztwo Bydgoszczy.

#### Przynależność do Pomorza (1271–1289)
Po przejściu kasztelani wyszogrodzkiej do Pomorza zawiązał się sojusz pomorsko-wielkopolski (Mściwoj II – Bolesław Pobożny), zakończony uzgodnieniem połączenia obu dzielnic po śmierci księcia pomorskiego. W 1288 z północnej części kasztelanii wyszogrodzkiej, Mściwoj II wydzielił niewielką kasztelanię serocką.
Z czasów panowania Mściwoja II zachowało się stosunkowo dużo dokumentów dotyczących kasztelanii wyszogrodzkiej. W Wyszogrodzie i okolicy dochodziło w tym czasie do kilku spotkań dyplomatycznych władców okolicznych księstw:
- 16 października 1280 roku doszło do zjazdu kujawsko-pomorskiego we wsi Rzepka (obecne Bartodzieje) leżącej na granicy kasztelanii wyszogrodzkiej i bydgoskiej. Spotkali się Ziemomysł inowrocławski i Mściwoj II Pomorski, aby rozpatrzyć sporne sprawy spadkowe. Umowa świadczyła, że po śmierci Mściwoja, kasztelania wyszogrodzka miała powrócić do Kujaw.
- 15-16 września 1284 roku odbył się w Wyszogrodzie zjazd biskupa włocławskiego Wisława z krzyżackim mistrzem krajowym Konradem von Thierberg. Zjazd odbył się w kontekście konfliktu Krzyżaków z braćmi Siemomysłem i Leszkiem Czarnym, związanym ze spornymi sprawami spadkowymi.
- 13 maja 1288 roku doszło z kolei w Wyszogrodzie do zjazdu poświęconego sprawie rozwodowej Mściwoja z Eufrozyną (wdowy po Kazimierzu Kujawskim, matki Władysława Łokietka). Miał on być wynikiem zamieszania księżnej w próbę przekazania synowi władzy na Pomorzu. Na czele dostojników stali: biskup gnieźnieński Jakub Świnka i biskup włocławski Wisław. Na uroczystości obecni byli wszyscy miejscowi możni i dostojnicy, z kasztelanami wyszogrodzkim Domasławem i serockim Nasławem na czele. Następnego dnia, 14 maja, wszyscy obecni na zjeździe w Wyszogrodzie wyruszyli do Rzepki, wyjeżdżając naprzeciw podążającego z Poznania orszaku Przemysła II. Wtedy właśnie formalnie przekazano terytorium wyszogrodzkie (bez Serocka i okolic) księciu wielkopolskiemu w zamian za pewne tereny w Małopolsce (opole skrzyńskie).

#### Przynależność do Wielkopolski (1289–1296)
W 1294 roku po śmierci księcia Mściwoja II, na mocy układu zawartego w Kępnie (1282) książę wielkopolski Przemysł II (1257–1296) przejął władzę nad całym Pomorzem Gdańskim. Rok później został koronowany w Gnieźnie na króla Polski. 8 lutego 1296 Przemysł II został zamordowany przez Brandenburczyków w Rogoźnie, a nowym polskim władcą obwołano Władysława Łokietka.
Do momentu swojej tragicznej śmierci, książę Przemysł II zdążył wystawić kilka dokumentów odnoszących się do kasztelanii wyszogrodzkiej. Np. w 1289 wystawił dokument dla wsi Trzęsacz, własności cystersów byszewskich, zezwalający na lokowanie tutaj miasta (lokacja się nie powiodła). Kasztelanem wyszogrodzkim był wówczas najprawdopodobniej Wielkopolanin, Niemierza z rodu Nałęczów.

#### Powrót do Kujaw (1296)
Po śmierci króla Przemysła II w 1296 roku Władysław Łokietek przekazał Wyszogród w ręce synów Siemomysła Leszka, Przemysła i Kazimierza. Odbyło się to w ramach rekompensaty za rezygnację z praw do Pomorza przysługujących im po matce Salomei, córce księcia pomorskiego. Od tej pory gród był już na stałe związany z Kujawami.
Tablice informacyjne grodziska Wyszogród

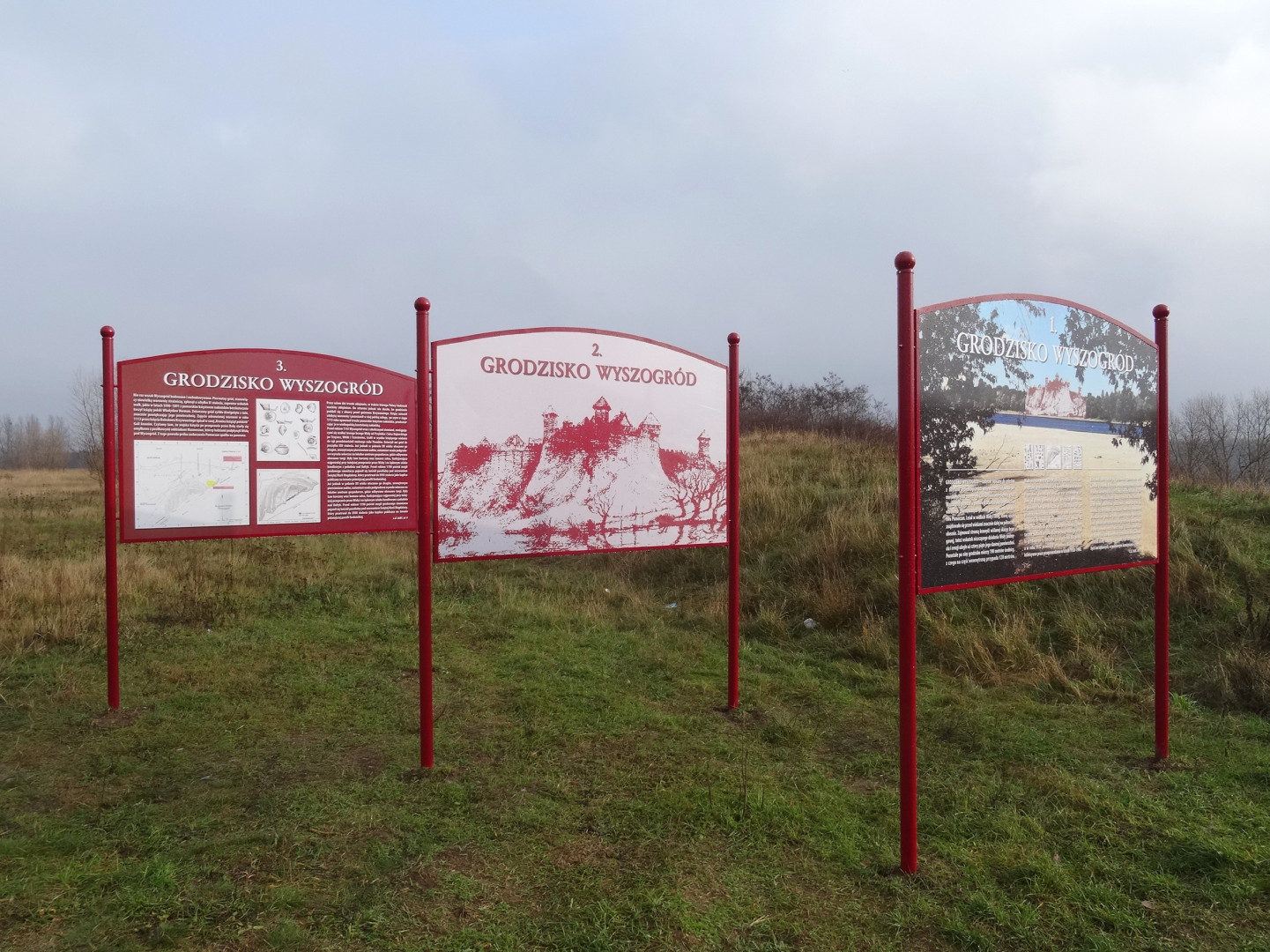
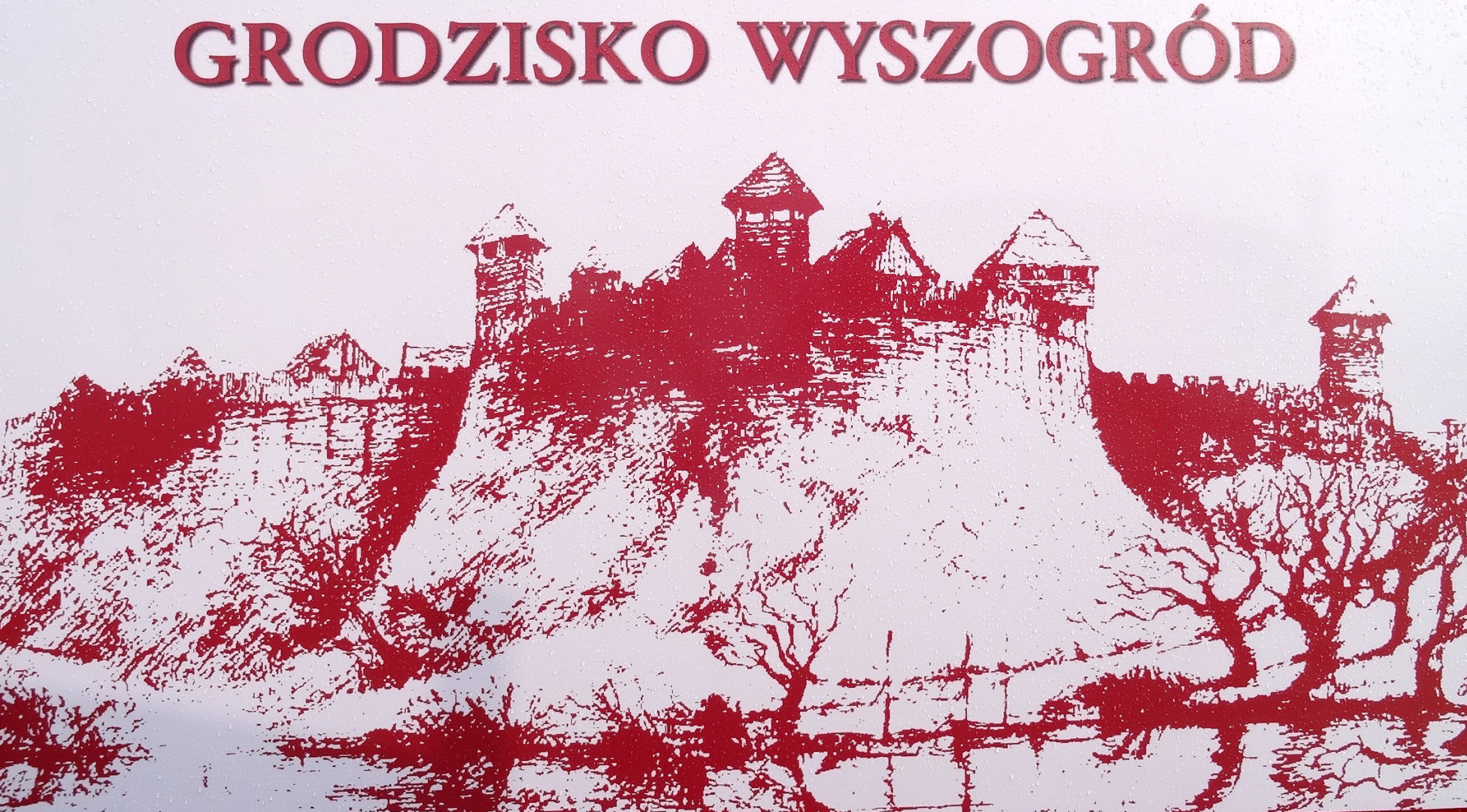
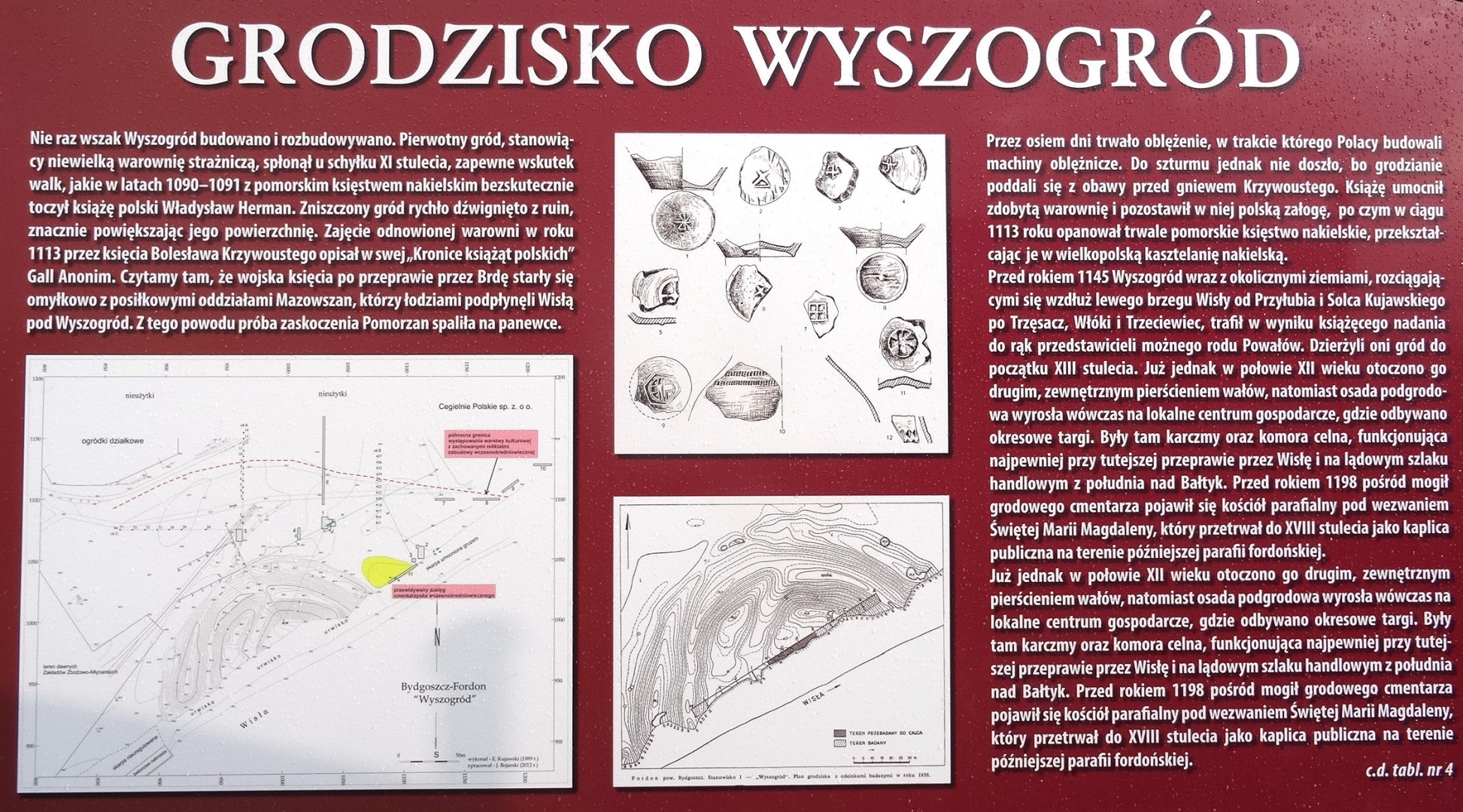
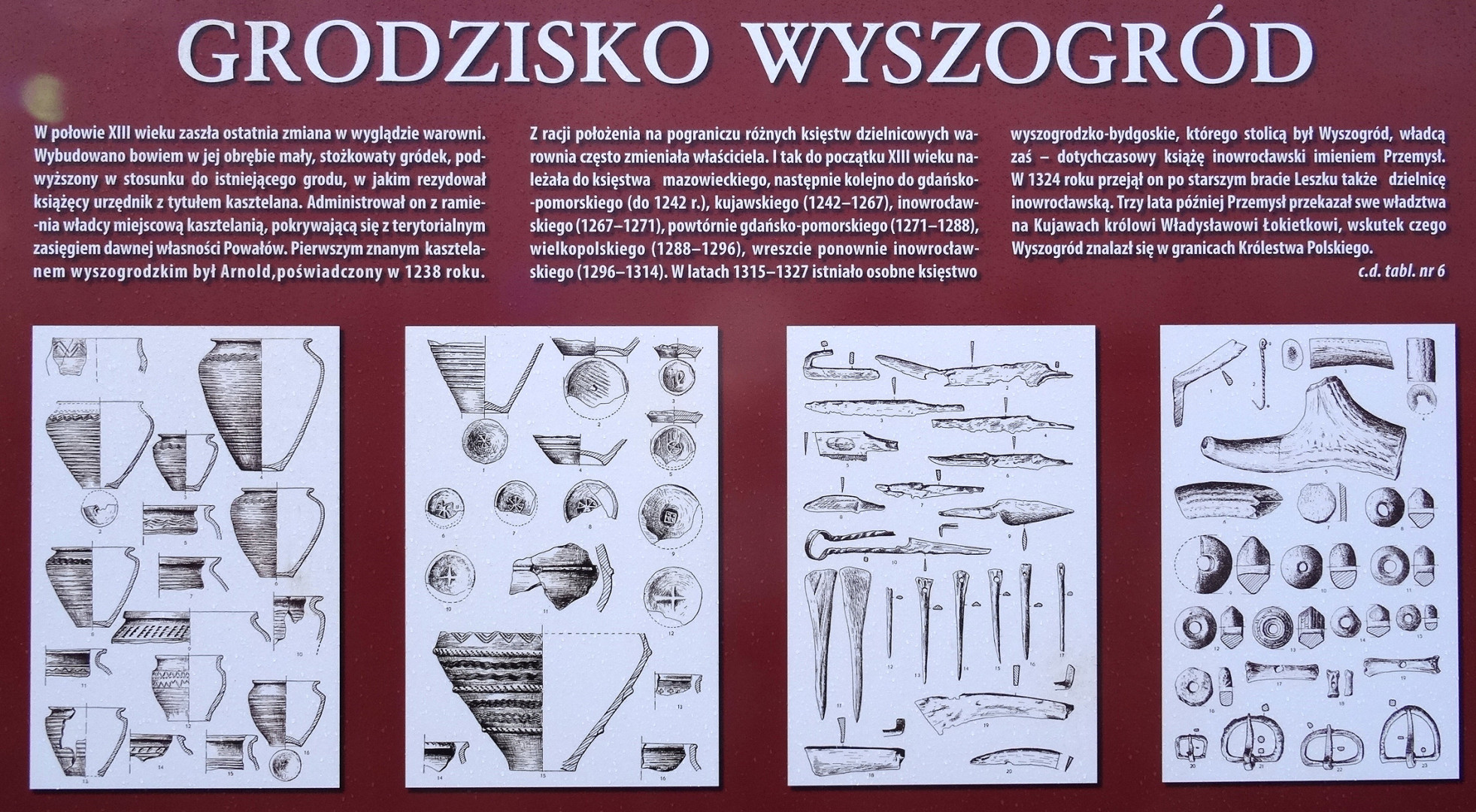
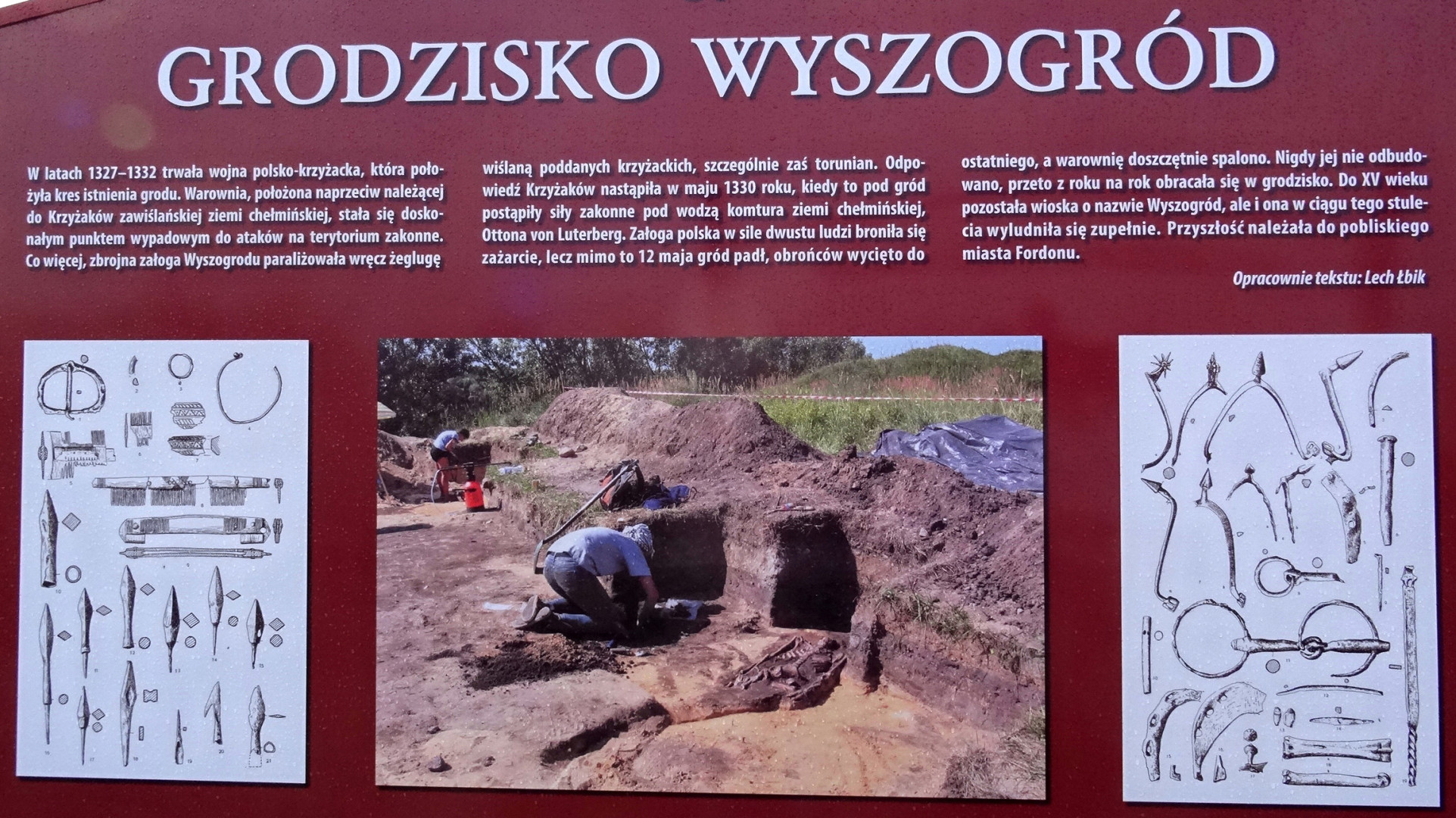

### Okres książęcy (pierwsza połowa XIV w.)
W związku z podziałami dynastycznymi w początkach XIV wieku pojawiła się nowa jednostka terytorialna na Kujawach – księstwo bydgosko-wyszogrodzkie. Trzej synowie zmarłego Siemomysła w 1314 roku dokonali podziału ojcowizny na księstwa udzielne, rządzone samodzielnie przez każdego z nich. Wszystkie księstwa posiadały jednak wspólnego wojewodę rezydującego w Inowrocławiu i w różnym stopniu wyodrębniły hierarchie urzędów ziemskich.
Nad terytorium złożonym z kasztelanii wyszogrodzkiej i bydgoskiej panował książę Przemysł. Sytuacja ta trwała do 1323, kiedy Przemysł swoją władzę rozciągnął również nad terytorium inowrocławskim. Wówczas w jego tytulaturze pojawiły się Inowrocław i Wyszogród. W 1325 lokował miasto Solec (Kujawski). W latach 1314–1318 książę wystawiał dokumenty w Wyszogrodzie, co oznacza, że posiadał tu siedzibę i kancelarię. Tutaj również rezydowali urzędnicy średniego szczebla, podczas gdy kasztelan urzędował w grodzie bydgoskim.
Latem 1327 roku w obliczu rozpoczętego konfliktu militarnego z Zakonem krzyżackim, Władysław Łokietek osobiście przejął władzę nad księstwami kujawskimi (z wyjątkiem gniewkowskiego), podczas gdy Przemysł uzyskał odeń księstwo sieradzkie.

### Upadek grodu
Upadek grodu związany jest z wojną polsko-krzyżacką 1327–1332 W bliżej nieokreślonym czasie doszło do znacznego wzmocnienia załogi Wyszogrodu (do ok. 200 zbrojnych). Warownia była doskonałym punktem do kierowania działań zaczepnych przeciw Krzyżakom. Szczególnym celem załogi Wyszogrodu były statki płynące Wisłą. W odpowiedzi, jedna z wypraw krzyżackich w 1330 roku została skierowana specjalnie przeciwko grodowi. Armia dowodzona przez komtura chełmińskiego Ottona von Lauterberga wiosną 1330 obległa warownię. Obrońcy nie liczyli na litość ze strony krzyżaków, wobec czego zacięcie się bronili. Piechota otoczyła gród szczelnym kordonem i ponawiała szturmy z udziałem drabin i machin oblężniczych. Kilka ataków załamało się. Krzyżaccy kronikarze zanotowali uwagi o wielkiej odwadze obrońców oraz poważnych stratach, jakie zadali atakującym.
Jednak bez pomocy z zewnątrz grodzianie skazani byli na porażkę. 12 maja 1330 po kilku dniach szturmów twierdza została zdobyta. Stało się tak, gdyż krzyżakom udało się podłożyć ogień pod twierdzę. W płomieniach zginęli obrońcy oraz zniszczeniu uległy skarby złożone przez okolicznych ziemian. Zemsta krzyżaków była okrutna. Najeźdźcy doszczętnie zburzyli i spalili gród, podgrodzie i kościół, a pozostałym przy życiu mieszkańcom pod groźbą śmierci zakazali odbudowy warowni. Odtąd zaznacza się zmiana osadnicza. Wyszogród został opuszczony (dzięki czemu fortyfikacje ziemne tak doskonale się zachowały), natomiast pojawił się nowy ośrodek osadniczy położony ok. 2 km na północ: Miedzna.
Podczas badań archeologicznych przeprowadzonych w latach 1958–1960 znaleziono szereg reliktów potwierdzających zniszczenia z 1330 roku. W najmłodszych warstwach wału oraz w wypełnisku fosy wewnętrznej znaleziono m.in. liczne groty bełtów (pocisków kusz).
18 października 1330 Władysław Łokietek zawarł z krzyżakami rozejm, na mocy którego odzyskał Bydgoszcz i Wyszogród. Jednak podczas kolejnej wyprawy krzyżackiej w lipcu 1331 odnotowano jedynie zdobycie Bydgoszczy. Wyszogród był już tak zniszczony, że nie został obsadzony przez załogę polską.
Wyszogród, Bydgoszcz i całe Kujawy na sześć lat dostały się pod okupację krzyżacką. Po warunkowym zwrocie tych ziem Polsce w 1337 roku, król Kazimierz Wielki zdecydował, aby nowym ośrodkiem wiodącym została sąsiednia Bydgoszcz. Właśnie tam został wybudowany zamek, lokowane miasto oraz erygowano starostwo grodowe obejmujące terytorialnie dawne kasztelanie: wyszogrodzką i bydgoską plus terytorium tuczeńskie.
Natomiast następcami Wyszogrodu zostały miasta:
- Hoghemburg – lokowane 21 października 1382 roku na prawie chełmińskim przez Władysława Opolczyka grodzisko, a następnie Dwór Miedzyń ;
- Fordon – lokowane 4 lipca 1424 roku na prawie magdeburskim przez Władysława Jagiełłę z zachowaniem większości uprawnień z poprzedniej lokacji.

### Grodzisko

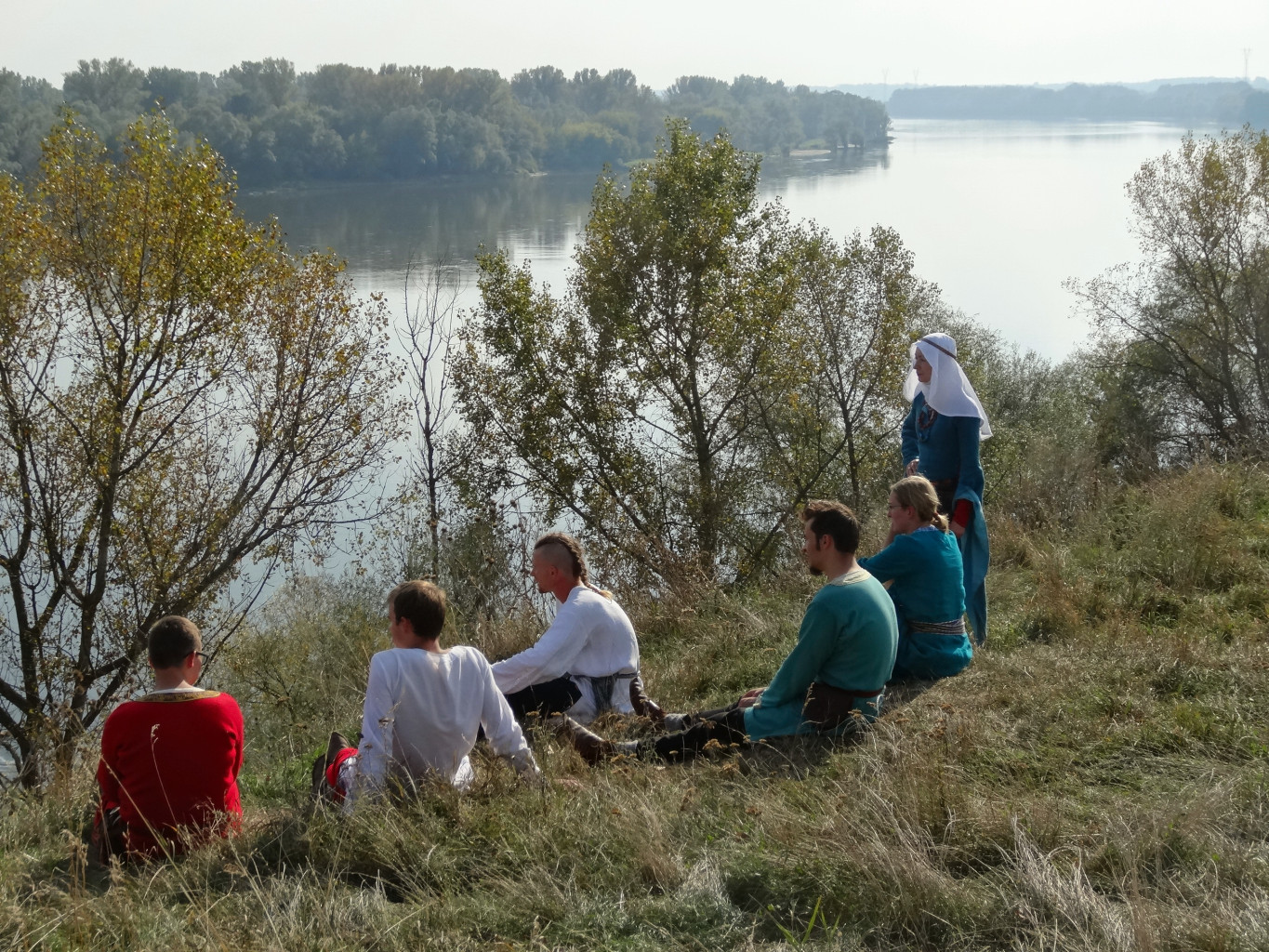
Grupa rekonstrukcyjna w Wyszogrodzie

Po zniszczeniach w 1330 osadnictwo wokół grodu nie zanikło zupełnie. Pozostały wieś zwana Wyszogrodem i parafia z kościołem i plebanem. Duchowni wyszogrodzcy są wzmiankowani w latach 1349, 1375, 1382. W 1349 dzięki fundacji księcia Kazimierza Słupskiego został odbudowany kościół parafialny, który do ok. 1430 był świątynią parafialną dla Fordonu i nosił po dawniejszym tytuł św. Marii Magdaleny. Wieś Wyszogród funkcjonowała do połowy XV wieku, kiedy to rozpoczął się proces jej zaniku. Około 1500 roku wieś przekształciła się w obszar niezamieszkanych pól uprawnych, będących własnością mieszczan fordońskich. W dokumentach z XVI–XVIII wieku niejednokrotnie posługiwano się określeniami „gór wyszogrodzkich”. W 1724 pojawiło się określenie „szańce”, a z końcem tego wieku „szwedzkie szańce”.
Kościół wyszogrodzki opuszczony w XV wieku, stał na otwartym polu w pobliżu Wisły do drugiej połowy XVI wieku, kiedy uległ całkowitej ruinie (pełnił m.in. rolę zagrody dla zwierząt). Obok świątyni znajdowały się stary cmentarz i kostnica. W kościele odprawiano trzy odpustowe Msze św. w roku zgodnie z tradycją średniowieczną.
Do około 1591 roku parafianie z Fordonu wznieśli nowy drewniany budynek świątyni pod tym samym wezwaniem. Służył on do odprawiania okazjonalnych nabożeństw związanych m.in. z odpustami, podczas gdy wszystkie nadania i dochody przeszły do fordońskiego kościoła pw. św. Mikołaja. W XVIII wieku kościółek niszczał. W momencie przejścia Fordonu pod władzę pruską (1772) był już drewnianym rumowiskiem. Dla mieszkańców Fordonu grodzisko nie kojarzyło się z dawnym grodem książęcym. Wynikało to z powszechnej niewiedzy na temat początków miasta. Zainteresowanie „szańcami” i ponowne odkrycie Wyszogrodu datuje się na koniec XIX wieku.

## Badania archeologiczne grodu

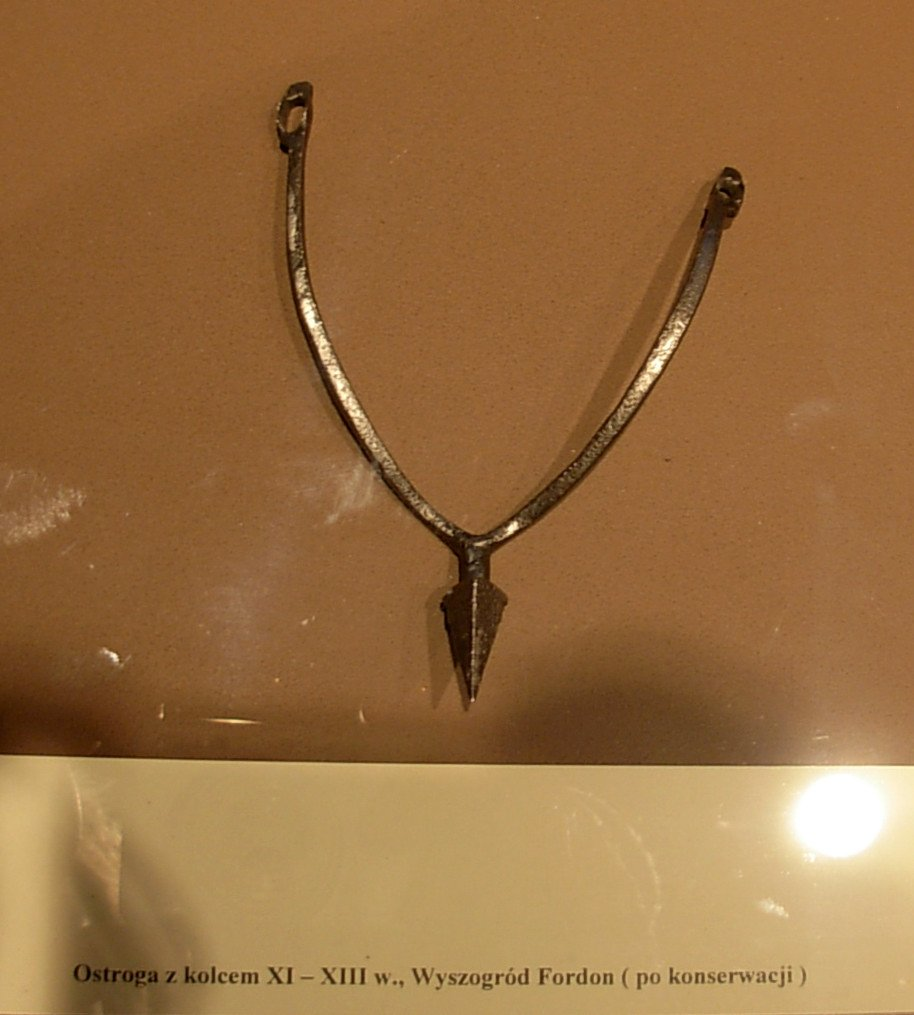
Ostroga z kolcem z grodziska Wyszogród

### 1886
Grodzisko zainteresowało pierwszych badaczy jeszcze w okresie zaboru pruskiego. A. Lissauer i Erich Schmidt z Towarzystwa Historycznego Obwodu Nadnoteckiego stwierdzili w 1886 roku, że Wał obronny składa się z dwóch warstw: górnego poziomu szarej ziemi ze spalenizną oraz dolnego – czystego żółtego piasku. Od strony północnej jądro wału wzmocnione było ku fosie kamieniami.

### 1932
Kolejne badania przeprowadził Tadeusz Wieczorkowski w 1932 roku, który odkrył m.in. po wewnętrznej stronie wału drewnianą konstrukcję dębową z grubych bel, stanowiącą relikt dawnych izbic. Badacz odkrył dużą ilość materiałów archeologicznych: skorup naczyń glinianych, obrobionych rogów oraz łusek rybich. Kilkadziesiąt metrów na północny wschód od grodziska odkrył ponadto cmentarzysko, z którego wydobył sześć szkieletów ludzkich.

### 1958–1960
Zasadnicze badania archeologiczne przeprowadzono w latach 1958-1960. Prowadzili je Lechosław i Jadwiga Rauhut, Czesław Potemski i J. Chudziakowa. Były to pierwsze wykopaliska prowadzone w powiecie bydgoskim na tak dużą skalę.
We wnętrzu obiektu wyeksplorowano warstwę kulturową o miąższości 2,5–4,5 m zawierającą relikty zabudowy w postaci chat zrębowych, jam i palenisk spełniających funkcje gospodarcze i produkcyjne. W warstwie najpłytszej o miąższości 20–30 cm oprócz przedmiotów współczesnych były także wczesnośredniowieczne. Znaleziono ok. 8000 ułamków ceramiki wczesnośredniowiecznej, 308 – średniowiecznej i kilka przedmiotów żelaznych. W warstwie pośredniej o grubości 2–3,5 m, zebrano 1335 fragmentów ceramiki średniowiecznej, 21076 wczesnośredniowiecznej oraz kilkaset przedmiotów. Najgłębsza warstwa (do 4,5 m) zawierała najstarszy materiał, jednak nie wcześniejszy niż z połowy XI wieku. W warstwie tej stwierdzono fragmenty 5 budynków mieszkalnych składające się z dranic stanowiących podłogi, a nadto różne przedmioty codziennego użytku i ułamki ceramiki wczesnośredniowiecznej (razem 3642 sztuki).
Ogółem w trakcie wykopalisk odkryto ponad 600 zabytków, w tym 35 tys. fragmentów ceramiki, kilkanaście tys. kości zwierząt hodowlanych i dzikich. Z zabytków na szczególną uwagę zasługują te, które związane są z uzbrojeniem. Odkryto ok. 60 grotów strzał i bełtów do kusz, 3 ostrogi żelazne, 3 wędzidła, 4 podkowy i kilka ich fragmentów. Znaleziono także igły, szydła i grzebienie kościane, przęśliki gliniane, przęślik z różowego łupku i z bursztynu oraz kilka łyżew kościanych. Stwierdzono także półfabrykaty z rogu i kości będące dowodem miejscowej produkcji rzemieślniczej. Niezwykle ciekawym odkryciem jest miecz, odkryty 100 m w kierunku zachodnim od grodziska. Datowany jest na XII w., czyli czas walk Bolesława Krzywoustego, a miejsce znaleziska odpowiada nawet lokalizacji przeprawy oddziałów księcia.

### 2012
Prowadzone na powierzchni 3 arów badania miały na celu odnalezienie śladów dawnej nekropolii oraz istniejących tu dawniej świątyń. Badania zlecił Urząd Miasta Bydgoszczy z zamiarem właściwego wytyczenia granic działek mającego tu powstać osiedla. Podczas prac natrafiono na resztki kilku obiektów zabudowy osady podgrodowej z XI i XII wieku oraz nieliczne pozostałości z późnego średniowiecza.

### 2012-2013
Badania archeologiczne związane z budową podczyszczalni wód deszczowych przez MWiK w Bydgoszczy, prowadziła na powierzchni 11 arów w północno-zachodniej partii osady od listopada 2012 do kwietnia 2013 roku Pracownia Archeologiczna Konserwatorska w Bydgoszczy Wojciech Siwiak pod kierunkiem Anny Siwiak. Odkryto 65 obiektów kulturowych, w których tylko w 35 wystąpił wczesnośredniowieczny materiał zabytkowy. W pozostałych obiektach nie znaleziono zabytków datujących. Można wskazać na zasobowy i produkcyjny charakter odkrytych jam osadniczych. Prawdopodobne jest, że odsłonięte na długości kilkunastu metrów negatywy legarów drewnianych stanowią pozostałość drogi prowadzącej z grodu w kierunku zachodnim. Oprócz źródeł nieruchomych pozyskano reprezentatywny zestaw naczyń ceramicznych, przede wszystkim z okresu wczesnego średniowiecza oraz w znikomym wymiarze z późnego średniowiecza i czasów nowożytnych, jak i zabytki kultury materialnej wykonane z metalu.
Z wczesnośredniowiecznych nawarstwień kulturowych i obiektów osadniczych zebrano 1710 fragmentów naczyń ceramicznych wykonanych w technice całkowitego obtaczania na kole garncarskim. Niejednolity kolor powierzchni naczyń i wielobarwne przełamy świadczą, że proces wypalania odbywał się w ognisku. Zdobienie naczyń wykonywano przy użyciu narzędzia wielozębnego (grzebień) i jednozębnego (rylec). Dominującą formą zdobnictwa odkrytych naczyń o formie baniastej lub esowatej były dookolne żłobki lub linia falista, uzupełniane nacięciami. Na czterech dnach wystąpiły wypukłe znaki garncarskie o formie krzyża greckiego. Zbiór ceramiki z badanej powierzchni osiedla można datować najwcześniej na połowę XI wieku.
Zabytki wydzielone można podzielić ze względu na rodzaj użytego do ich wykonania surowca i funkcji w życiu codziennym. Z prowadzonym bliskim i dalekosiężnym handlem i związanym z nim obrotem towarowo-pieniężnym łączy się denar z krzyżem z XI wieku i odważnik z ołowiu. O elementach stroju i oporządzenia informują żelazne sprzączki. Z ozdobą kobiecego stroju związana jest pochodząca z wschodniosłowiańskiego warsztatu zawieszka krzyżykowata ze stopu brązu. Do zajęć domowych służyły żelazne noże, igła i przęślik. Militarny charakter ma bełt do kuszy, z rozrywką zaś będzie się kojarzyć kościana hetka.
Z badań archeologicznych wiemy też, że eksplorowany obszar osiedla po północno-zachodniej stronie grodziska nie był intensywnie eksploatowany na każdym etapie funkcjonowania grodu. W strefach niezniszczonych działalnością przemysłową stwierdzono umiarkowane nasycenie obiektami wczesnośredniowiecznymi. Wydaje się, że ta część osady znalazła się na peryferiach „zainteresowań” jej mieszkańców w okresie XIII-XIV wieku, gdyż nie odkryto odnośnych jam osadniczych i ceramiki naczyniowej. Na podstawie analizy pozyskanych materiałów źródłowych wiemy, że funkcjonowanie badanej partii osady przypadło od końca XI do końca XII wieku, co odpowiada chronologii trzech pierwszych faz użytkowania grodu

### 2013
Badania przeprowadzili w lipcu 2013 archeolodzy z Uniwersytetu Mikołaja Kopernika. Podczas prac przeprowadzonych na terenie sąsiadującym ze skarpą wiślaną, na północny wschód od grodziska - odkryto cmentarz oraz pozostałości reprezentacyjnego budynku, prawdopodobnie karczmy lub komory celnej, odnotowanej wielokrotnie w źródłach pisanych. Odnaleziono 54 groby z przełomu XII/XIII wieku, z dobrze zachowanymi szczątkami kostnymi. Niektóre zwłoki były chowane wraz z ozdobami lub monetami włożonymi w usta. W ruinach dużego, dwupoziomowego, podpiwniczonego budynku z drugiej połowy XII wieku natrafiono na sprzęt, którym posługiwali się osadnicy, m.in. noże, żelazne igły oraz narzędzia z kości. Nie odkryto natomiast pozostałości kościoła.

### Wnioski z badań
Pierwotnie gród składał się z:
- stożkowatego nasypu,
- małego wału na nasypie,

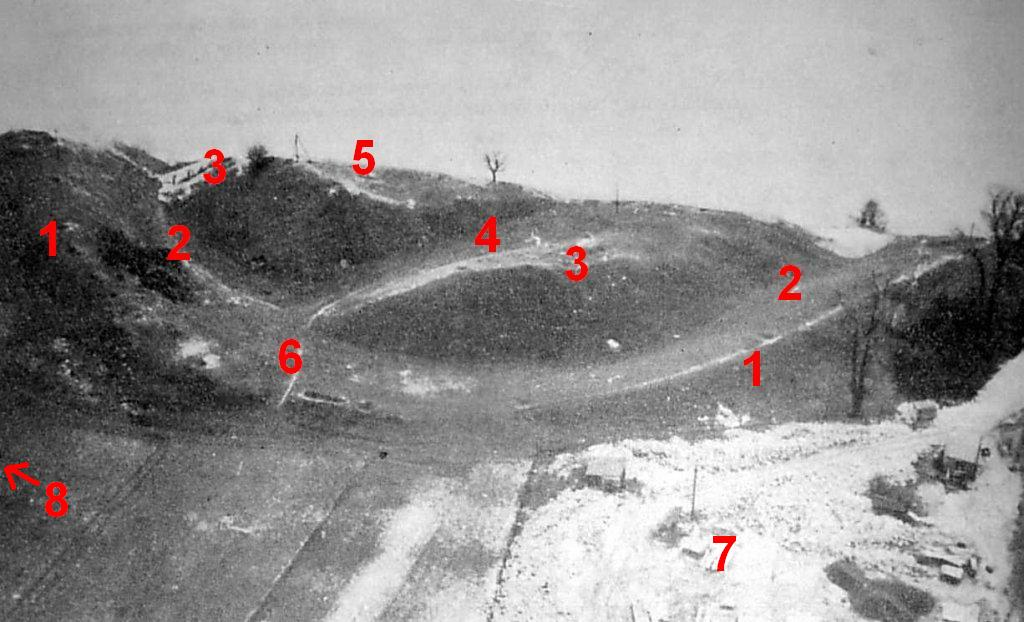
Lotniczy widok grodziska z północnego zachodu w 1958
1 – wał zewnętrzny zbudowany po 1113 (niegdyś o wys. 5–6 m)
2 – fosa dookólna
3 – wał wewnętrzny
4 – fosa wewnętrzna zbudowana ok. 1250 (obecnie mocno zniwelowana)
5 – wyodrębniona ok. 1250 część wojskowo-administracyjna grodu
6 – wjazd od strony północnej
7 – miejsce, gdzie istniała osada podgrodowa i być może kościół parafialny
8 – cmentarzysko

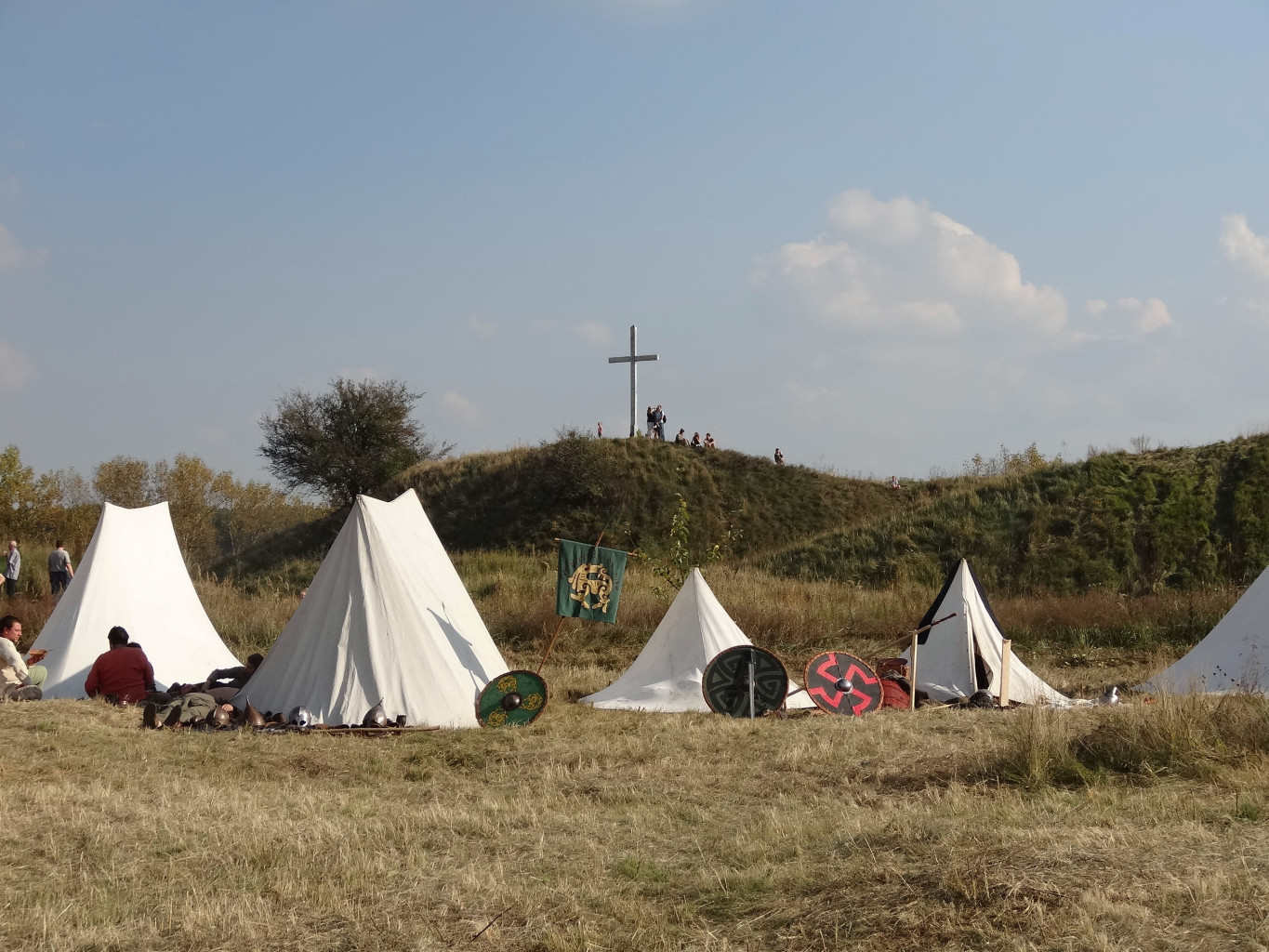
„Miasteczko rycerskie” u stóp Wyszogrodu

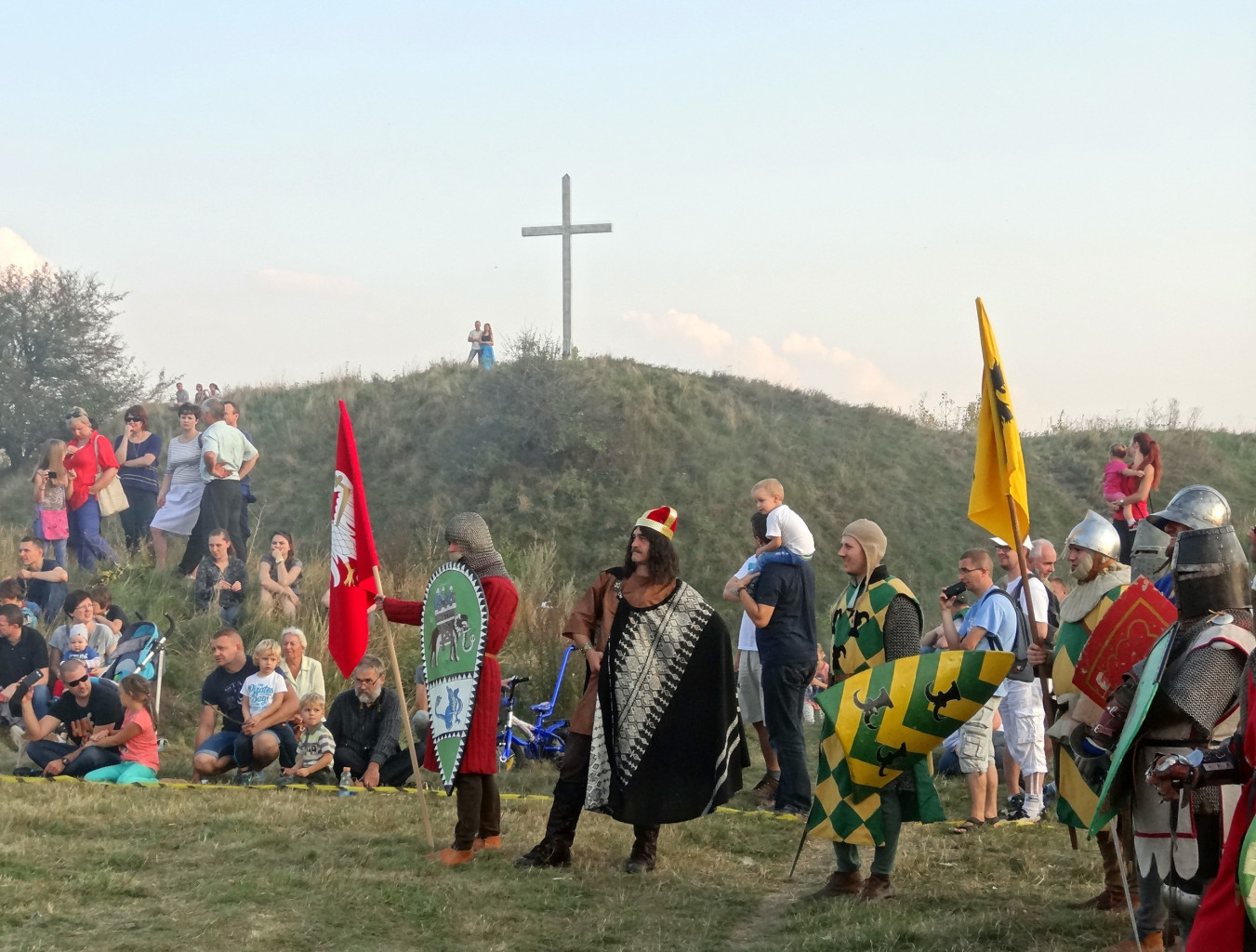
Inscenizacja historyczna na terenie grodziska w 2014 roku. „Wyszogród – zanim powstała Bydgoszcz”. III edycja. Bitwa o Wyszogród 1113 r. według Kroniki Galla Anonima

- dużego wału otaczającego pierścieniowato podstawę nasypu. Wznosił się na nim mur gliniany, zabezpieczony po obu stronach drewnianymi ścianami, typowymi dla grodów wczesnośredniowiecznych. Od strony północnej jądro wału wzmocnione było kamieniami. Po wewnętrznej stronie wału znajdowała się drewniana konstrukcja zrębowa z grubych bel-izbic.

Stwierdzono cztery fazy konstrukcyjne obwałowań.
- Okres strażniczy (XI w.) Gród zbudowano na planie koła o średnicy 130 m. Otoczony był pojedynczym pierścieniem wałów konstrukcji przekładkowej o wysokości ok. 5 m oraz fosą o głębokości 5 m. Okres ten zakończył się zniszczeniem grodu, prawdopodobnie podczas wyprawy Władysława Hermana dążącego do odzyskania ziem pomorskich (1090-1091).
- Okres feudalny (XII w. – połowa XIII w.) Powiększono powierzchnię grodu (średnica 148 m) poprzez dostawienie od zewnątrz wału konstrukcji rusztowej. Następnie zbudowano kolejny potężny wał drewniano-ziemny na zewnątrz, przez co gród otoczony był podwójnym pierścieniem obwałowań. Średnica grodu powiększyła się do blisko 180 m. Być może zewnętrzny pierścień wału był otwarty od strony Wisły. Szerokość fortyfikacji drewniano-ziemnych dochodziła do 25 m u podstawy. Od zewnątrz zaobserwowano licowanie płaszczem z kamieni.
- Okres administracyjny i książęcy (połowa XIII w. – 1330) Okres ten charakteryzują izbice wypełnione gliną na starych nasypach wału wewnętrznego. Wykopano także fosę wewnętrzną dzieląc gród na dwie części: wyższą część wschodnią o średnicy ok. 90 m o funkcjach administracyjnej i wojskowej oraz część niższą zachodnią o funkcjach sypialnej i gospodarczej. W połowie XIII w. zbudowano murowany budynek obronny „stubella”, który został odnotowany w źródłach pisanych, lecz nie odkryto go podczas wykopalisk. Prawdopodobnie znajdował się on po stronie południowo-wschodniej grodu, obecnie oberwanej przez Wisłę.

Rozmieszczenie znalezisk uzbrojenia świadczy, że załoga wojskowa i przedstawiciele klasy feudalnej zamieszkiwali część wschodnią grodu. Najprawdopodobniej tę część grodu wydzielono wyłącznie dla funkcji wojskowo-administracyjnej także wcześniej, gdyż militariów znaleziono tam więcej zarówno z XIV w. jak i wcześniejszych – nawet z XII w. Śladem walk z 1330 roku są liczne groty bełtów znalezione w najmłodszych warstwach wału oraz w wypełnisku fosy wewnętrznej.
Na podstawie zgromadzonego materiału archeologicznego można stwierdzić, że mieszkańcy grodu trudnili się:
- rolnictwem i hodowlą – znaleziono m.in. fragmenty kos, sierpów żelaznych, kości, bydła domowego,
- połowem ryb – znaleziono wędziska, sieci i ościenie, jak również liczne łuski i kości rybie, m.in. rogowe tarczki jesiotrów,
- łowiectwem – znaleziono fragmenty żuchw bobrów, rogów jeleni i saren,
- rzemiosłem – znaleziono obrobione przedmioty z rogu, kości, metalu, drewna i gliny. W zakresie garncarstwa najstarsze okazy naczyń pochodzą z końca XI w., najmłodsze z początku XIV w. Narzędzia tkackie reprezentują przęśliki gliniane, z łupku lub wapienia. Natomiast do obróbki metalu i drewna używano dłut i świdrów żelaznych. Wśród znalezisk znajdowały się także gwoździe żelazne oraz grudki bursztynu, których wygląd sugerował, że był to surowiec, z którego wyrabiano ozdoby. Podczas wykopalisk wydobyto dużo przedmiotów użytkowych: noży kuchennych i myśliwskich, osełek, igieł i szydeł, nożyc sprężynowych, skobli, łyżew kościanych, czy też nawet średniowiecznych „kłódek”. Ogień wzniecano przy pomocy krzesiw, które znaleziono m.in. przy wale zewnętrznym. Wśród przedmiotów służących do użytkowania i ozdabiania odzienia oraz higieny znaleziono m.in. hetki kościane, sprzączki żelazne, paciorki bursztynowe, brązowe bransolety datowane na XI–XIII wiek o wzorze ruskim, grzebienie rogowe.
- rzemiosłem wojennym – znaleziono groty bełtów, groty strzał, kółka od kolczug oraz przedmioty związane końską uprzężą: fragmenty wędzideł oraz podkowy. Koncentracja militariów występuje w części wschodniej grodziska przy obrywie do Wisły. Ok. 100 m na południowy zachód od grodziska znaleziono obosieczny miecz ze złamaną głownią z XII w. (odkrycie wiąże się z profilowaniem skarpy wiślanej podczas budowy zakładów zbożowych w latach 60.)

Do tej pory nie wykonano jeszcze kilku badań, których brakuje do pełnej monografii grodziska. Nie przebadano zewnętrznego wału we wschodniej i północnej części. Konieczne jest również przekopanie wnętrza grodziska na znaczną głębokość (pow. 12 m), co nie było możliwe podczas badań wykonanych w 1958–1960 r. Niezbadana szczegółowo są również osada podgrodowa, cmentarzysko oraz miejsce lokalizacji kościoła parafialnego.
Wyszogród posiadał cechy przedlokacyjnego organizmu miejskiego (w starych źródłach „oppidum”), łącząc warownię z osadą przygrodową. Strona polska zaliczała gród do znaczniejszych na Kujawach. Był on wymieniany w tytulaturze Kujaw na trzecim miejscu po Brześciu i Inowrocławiu – starych stolicach książęcych Piastów Kujawskich.

## Stowarzyszenie „Bydgoski Wyszogród”
W 2011 roku założono Stowarzyszenie „Bydgoski Wyszogród”, które zajmuje się m.in. promowaniem grodziska jako miejsca historycznego oraz organizacją festynów z udziałem bractw rycerskich z Bydgoszczy i regionu. Pierwsza z imprez masowych odbyła się w czerwcu 2012 roku. 8 września 2013 roku zorganizowano inscenizację historyczną z okazji 900-lecia pierwszej wzmianki pisanej o Wyszogrodzie. Na wzgórzach grodziska bractwa rycerskie dokonały rekonstrukcji bitwy z 1330 roku, w której to Krzyżacy pokonali polską załogę grodu, a następnie podpalili twierdzę. Zmagania rycerzy oglądało kilkaset osób. Z kolei 20 września 2014 roku można było podziwiać zdobycie Wyszogrodu przez rycerstwo Bolesława Krzywoustego w 1113 roku, co opisał w kronice Gall Anonim. W 2015 z inicjatywy stowarzyszenia na terenie grodziska postawiono 6 tablic informacyjnych, na których zaprezentowano m.in. wyniki najnowszych badań archeologicznych.
Inscenizacja historyczna na terenie grodziska (2014)

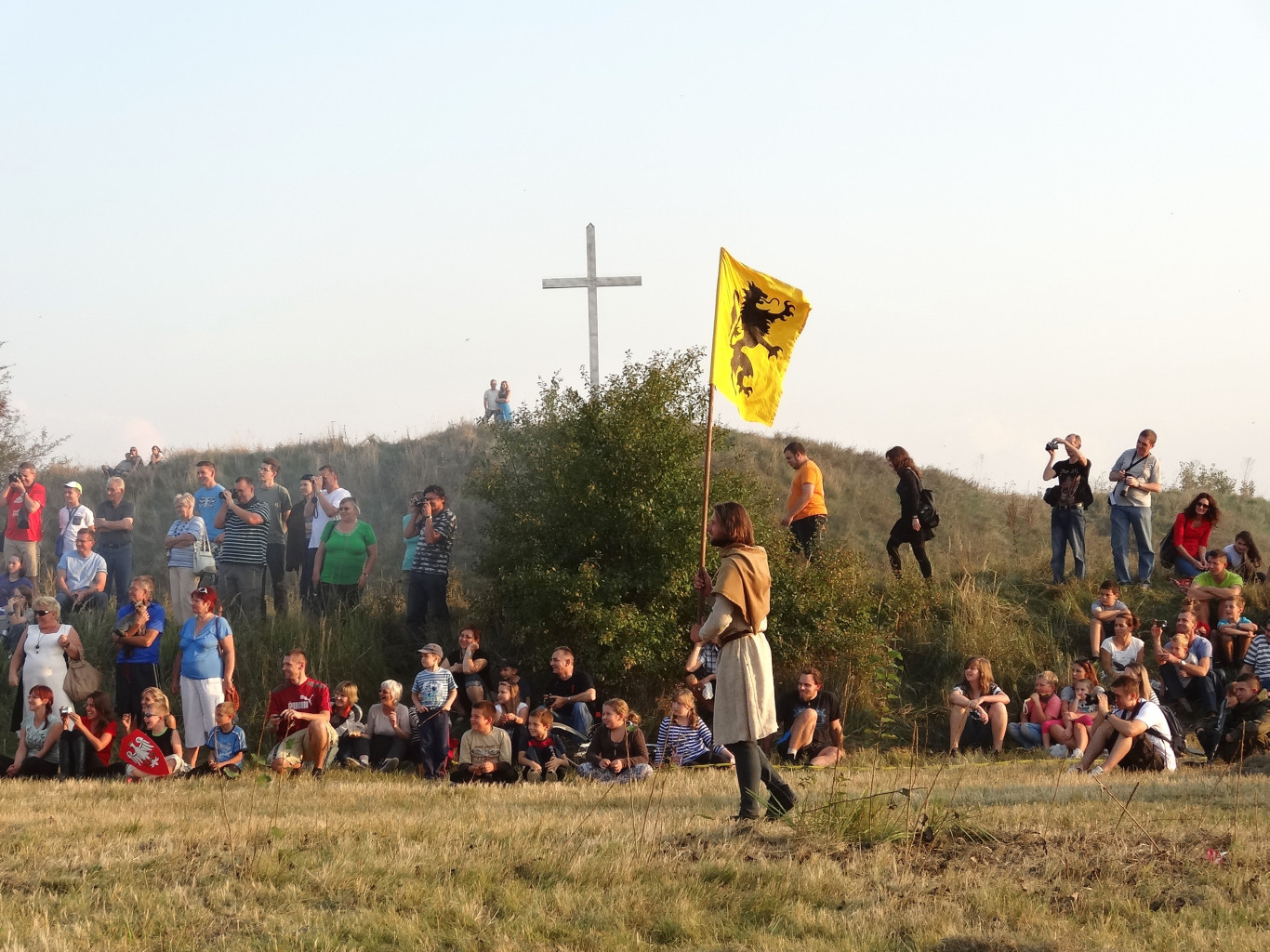
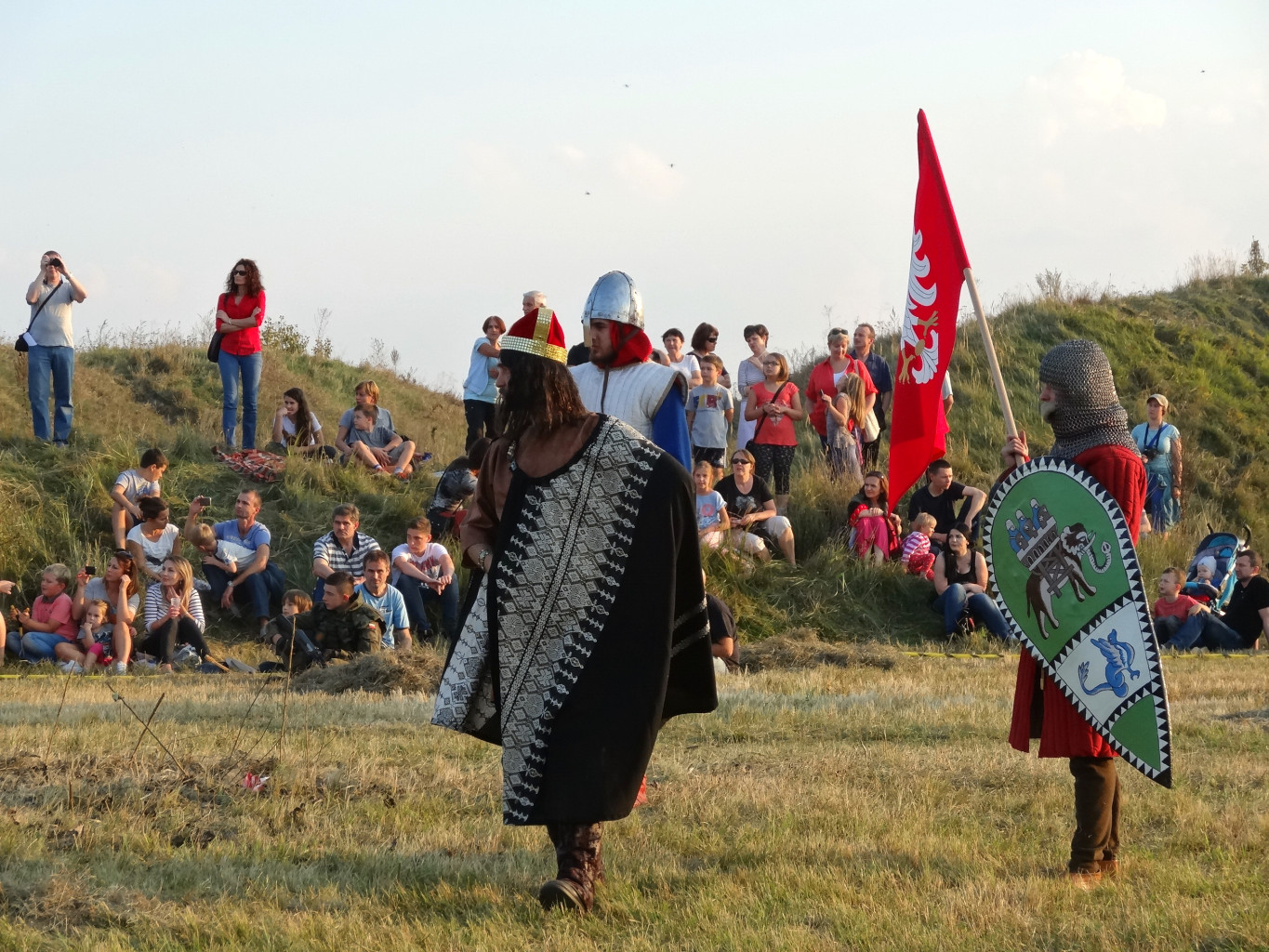
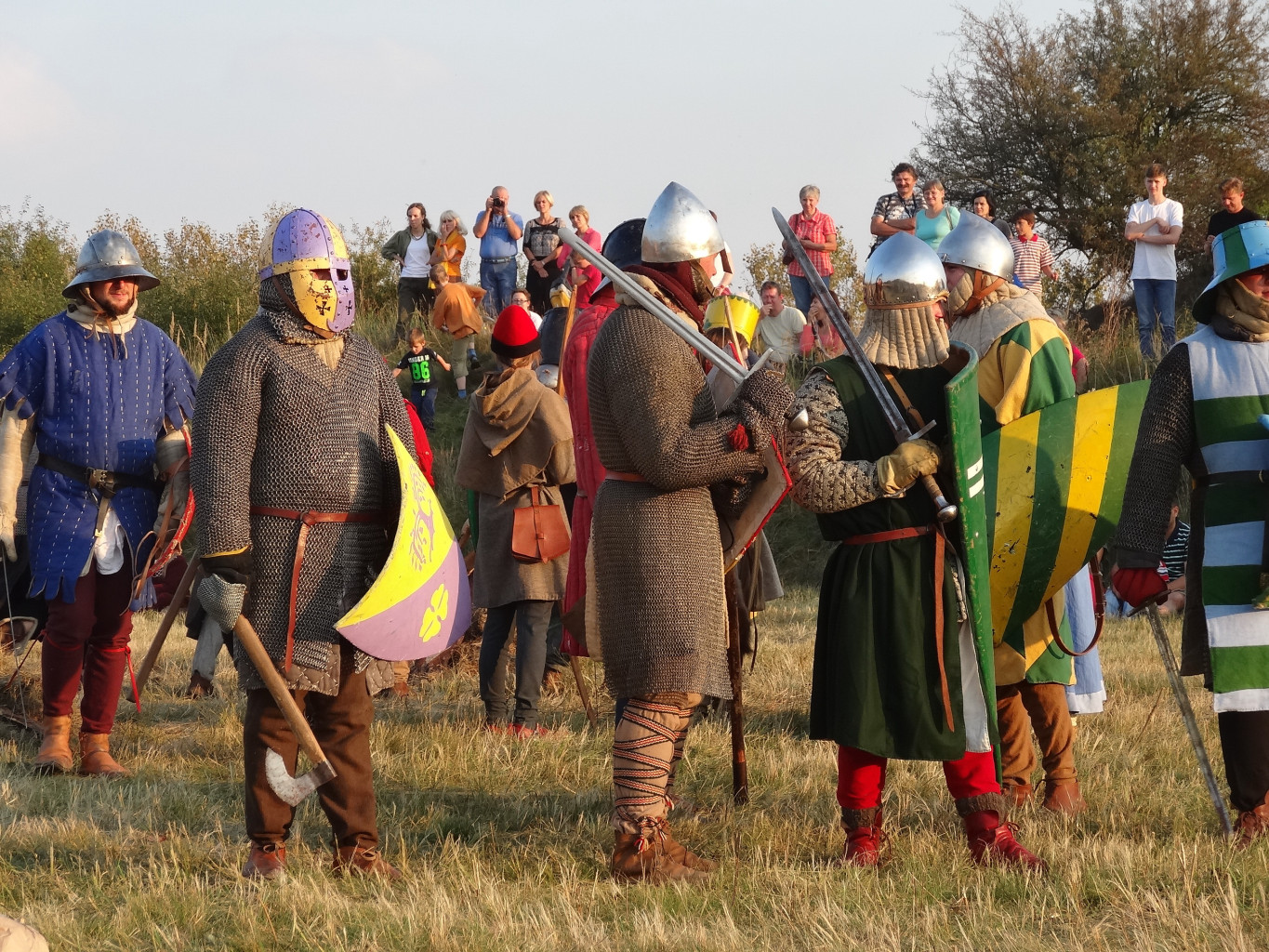
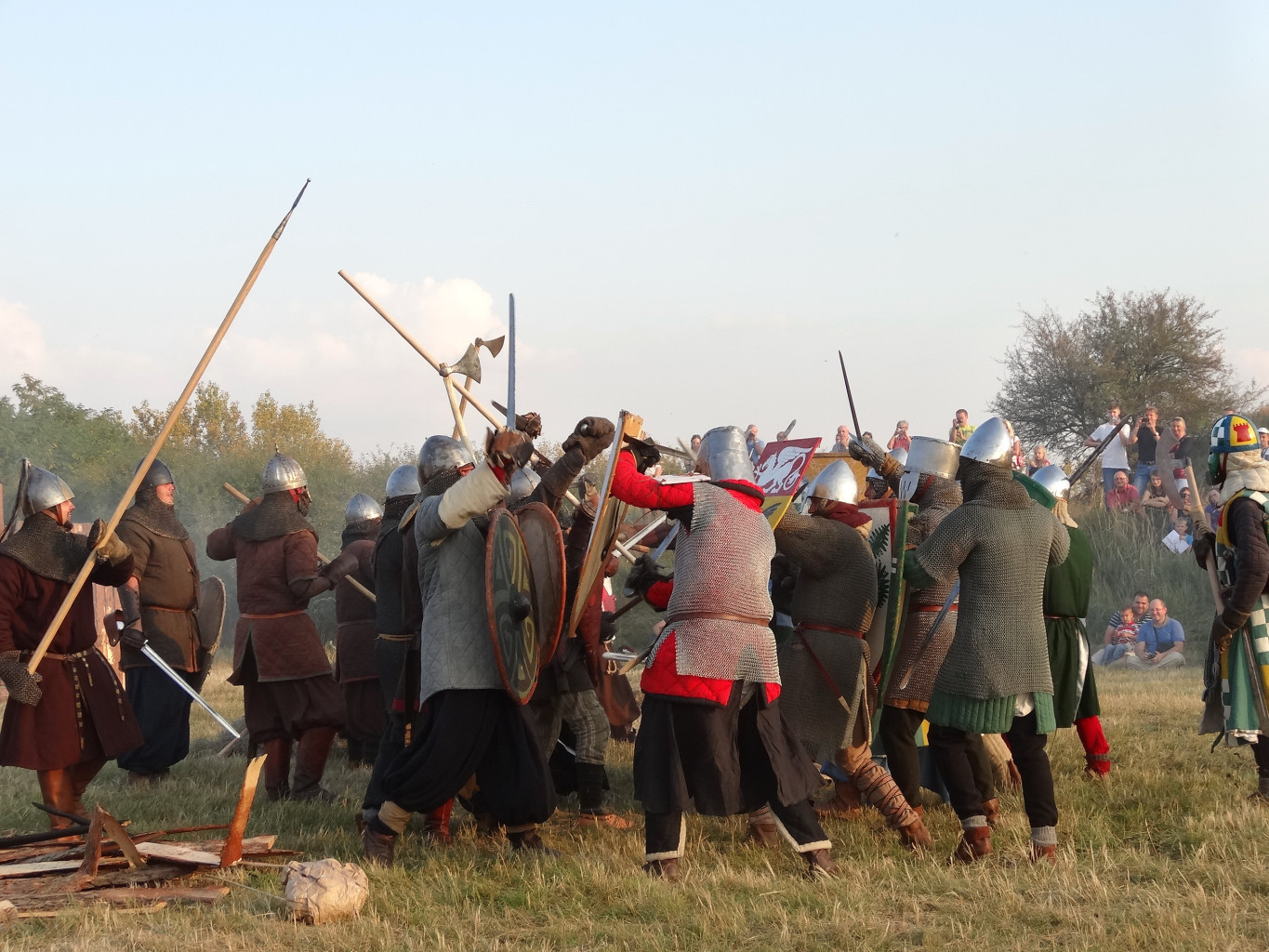
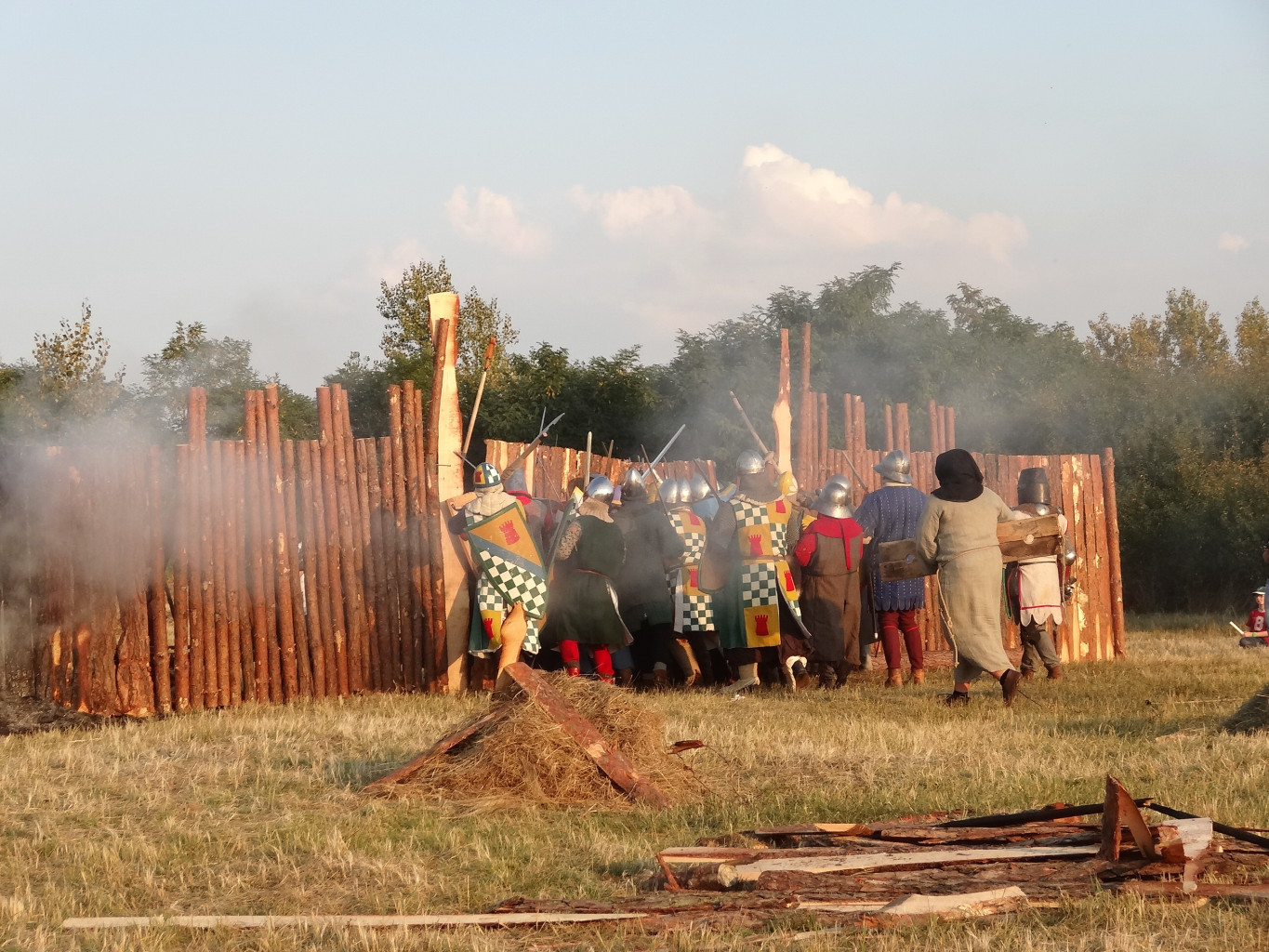
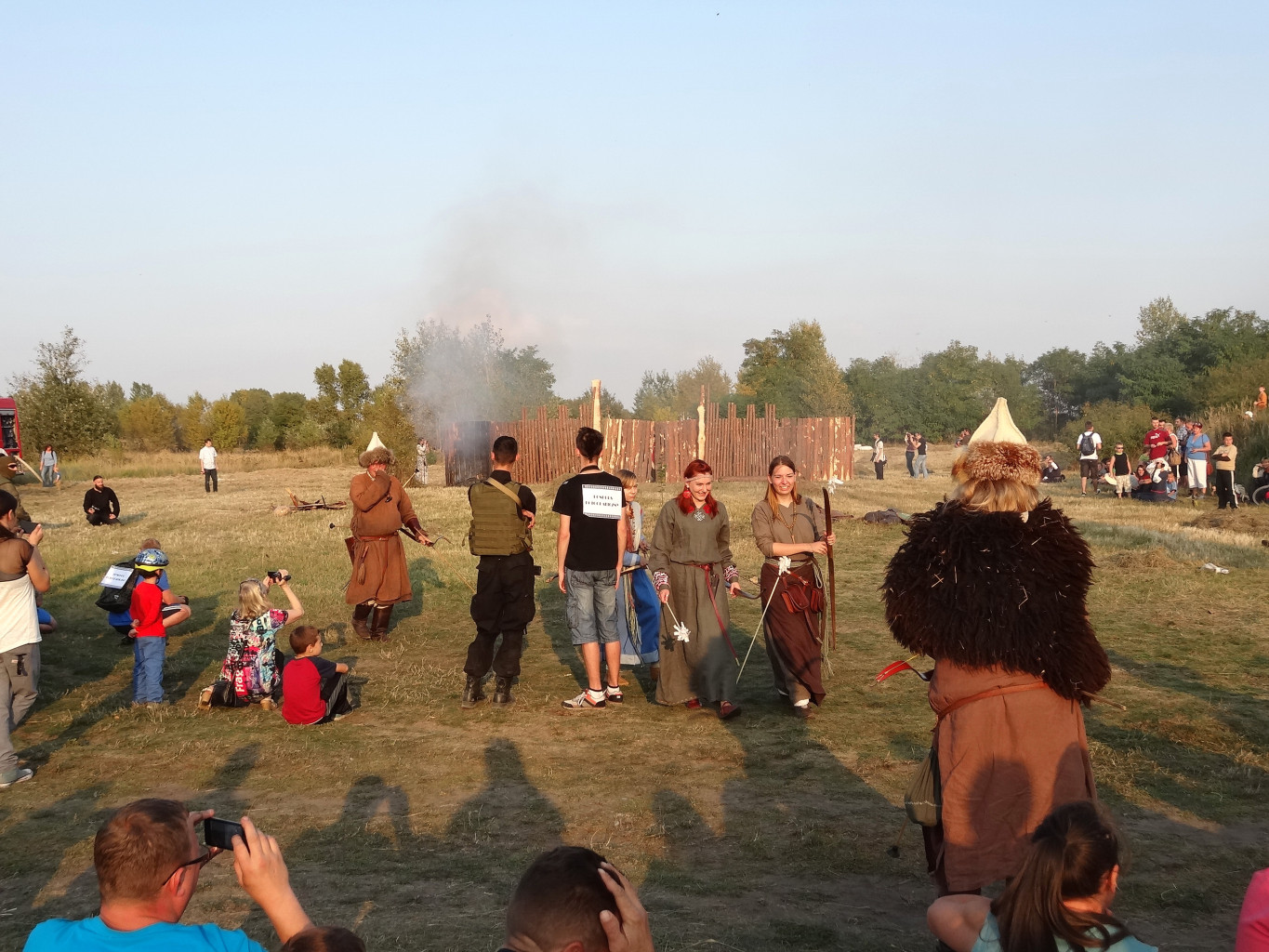